# Acropora

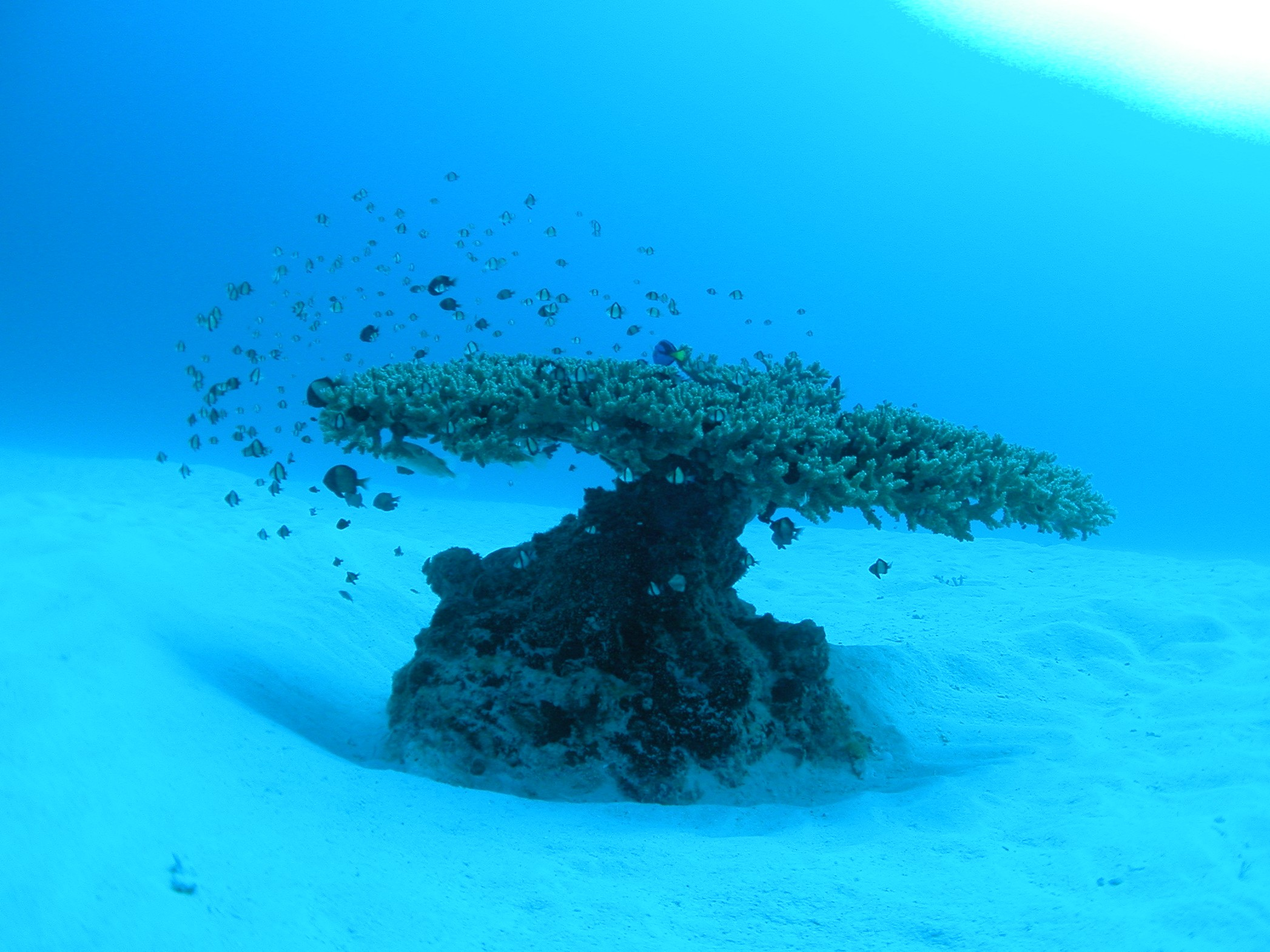
Colonia mesa de Acropora.

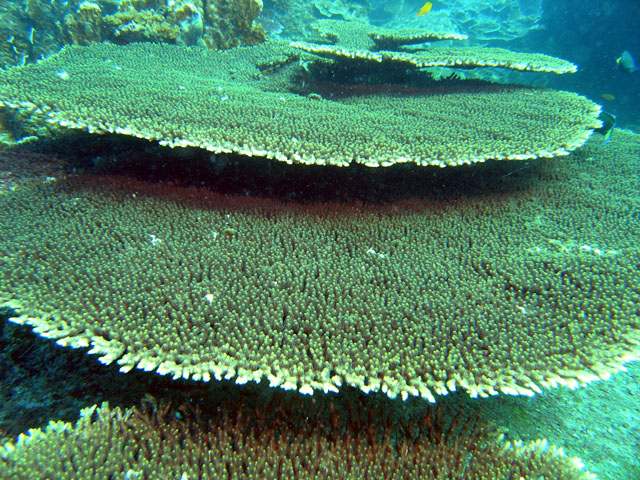
Colonias plato de Acropora.

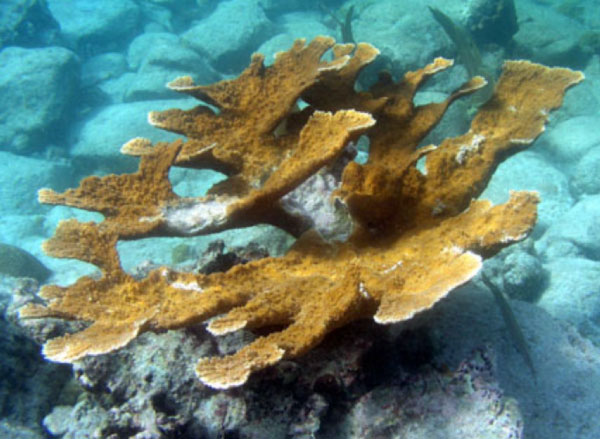
A. palmata tras 10 años de haber sido trasplantada

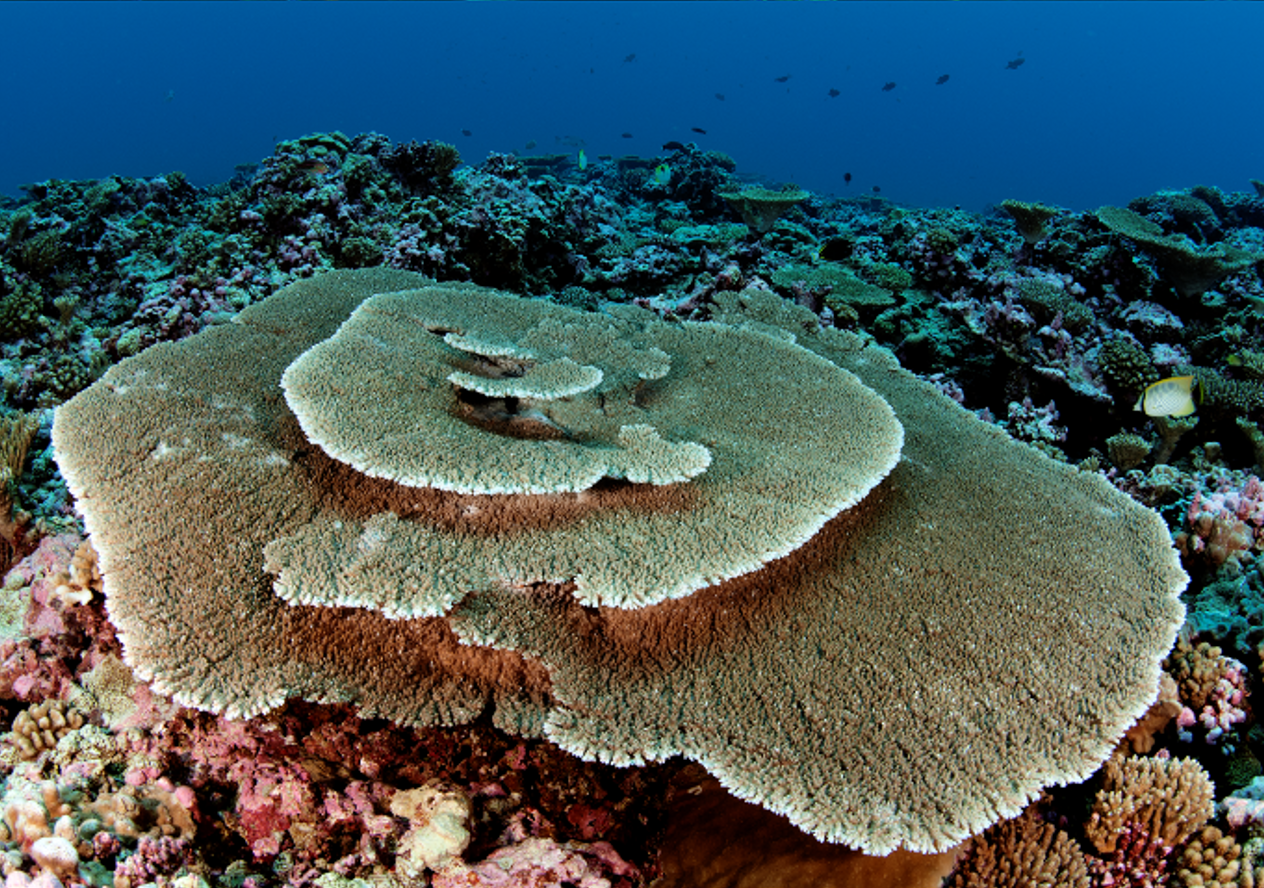
Gran colonia foliosa multinivel Acropora en Kingman Reef, islas de la Línea

Acropora es un género de corales de la familia Acroporidae, orden Scleractinia.

Su esqueleto es macizo y está compuesto de carbonato cálcico. Tras la muerte del coral, su esqueleto contribuye a la generación de nuevos arrecifes en la naturaleza, debido a que la acción del CO2 convierte muy lentamente su esqueleto en bicarbonato cálcico, sustancia ésta asimilable directamente por las colonias coralinas. En este sentido, las especies de este género (Acropora spp.) son las principales constructoras de arrecifes del planeta. Entre las especies de Montipora y las de Acropora, suman más del tercio del total de especies coralinas constructoras de arrecifes.

## Especies
Es el género de corales más grande en términos de especies: ciento treinta y nueve especies nominales, y otras 27 sobre las que todavía existen dudas sobre su reconocimiento, nomen dubium, aunque algunos autores hablan de cerca de 400 especies. 
El Registro Mundial de Especies Marinas acepta las siguientes especies vivientes, valorando la UICN su estado de conservación:
| - Acropora abrolhosensis. Estado: Vulnerable A4cde ver 3.1 - Acropora abrotanoides. Estado: Preocupación menor ver 3.1 - Acropora acervata. No evaluada - Acropora aculeus. Estado: Vulnerable A4ce ver 3.1 - Acropora acuminata. Estado: Vulnerable A4ce ver 3.1 - Acropora anthocercis. Estado: Vulnerable A4ce ver 3.1 - Acropora arabensis. Estado: Casi amenazada ver 3.1 - Acropora arafura. No evaluada - Acropora aspera. Estado: Vulnerable A4ce ver 3.1 - Acropora austera. Estado: Casi amenazada ver 3.1 - Acropora awi. Estado: Vulnerable A4ce ver 3.1 - Acropora batunai. Estado: Vulnerable A4ce ver 3.1 - Acropora branchi. Estado: Datos deficientes ver 3.1 - Acropora bushyensis. Estado: Preocupación menor ver 3.1 - Acropora capillaris. No evaluada - Acropora cardenae. Estado: Datos deficientes ver 3.1 - Acropora carduus. Estado: Casi amenazada ver 3.1 - Acropora caroliniana. Estado: Vulnerable A4ce ver 3.1 - Acropora cerealis. Estado: Preocupación menor ver 3.1 - Acropora cervicornis. Estado: En peligro crítico A2ace ver 3.1 - Acropora chesterfieldensis. Estado: Preocupación menor ver 3.1 - Acropora clathrata. Estado: Preocupación menor ver 3.1 - Acropora cytherea. Estado: Preocupación menor ver 3.1 - Acropora dendrum. Estado: Vulnerable A4ce ver 3.1 - Acropora derawanensis. Estado: Vulnerable A4ce ver 3.1 - Acropora desalwii. Estado: Vulnerable A4ce ver 3.1 - Acropora digitifera. Estado: Casi amenazada ver 3.1 - Acropora divaricata. Estado: Casi amenazada ver 3.1 - Acropora donei. Estado: Vulnerable A4ce ver 3.1 - Acropora downingi. Estado: Preocupación menor ver 3.1 - Acropora echinata. Estado: Vulnerable A4cde ver 3.1 - Acropora elegans. Estado: Vulnerable A4cde ver 3.1 - Acropora elseyi. Estado: Preocupación menor ver 3.1 - Acropora eurystoma. No evaluada - Acropora fastigata. Estado: Datos deficientes ver 3.1 - Acropora fenneri. Estado: Datos deficientes ver 3.1 - Acropora filiformis. Estado: Datos deficientes ver 3 - Acropora florida. Estado: Casi amenazada ver 3.1 - Acropora gemmifera. Estado: Preocupación menor ver 3.1 - Acropora glauca. Estado: Casi amenazada ver 3.1 - Acropora globiceps. Estado: Vulnerable A4ce ver 3.1 - Acropora gomezi. Estado: Datos deficientes ver 3.1 - Acropora grandis. Estado: Preocupación menor ver 3.1 - Acropora granulosa. Estado: Casi amenazada ver 3.1 - Acropora halmaherae. Estado: Datos deficientes ver 3.1 - Acropora hemprichii. Estado: Vulnerable A4ce ver 3.1 - Acropora hoeksemai. Estado: Vulnerable A4ce ver 3.1 - Acropora horrida. Estado: Vulnerable A4cde ver 3.1 - Acropora humilis. Estado: Casi amenazada ver 3.1 - Acropora hyacinthus. Estado: Casi amenazada ver 3.1 - Acropora indonesia. Estado: Vulnerable A4ce ver 3.1 - Acropora intermedia. No evaluada - Acropora jacquelineae. Estado: Vulnerable A4ce ver 3.1 - Acropora japonica. Estado: Datos deficientes ver 3.1 - Acropora kimbeensis. Estado: Vulnerable A4cde ver 3.1 - Acropora kirstyae. Estado: Vulnerable A4ce ver 3.1 - Acropora kosurini. Estado: Vulnerable A4ce ver 3.1 - Acropora lamarcki. Estado: Datos deficientes ver 3.1 - Acropora latistella. Estado: Preocupación menor ver 3.1 - Acropora listeri. Estado: Vulnerable A4ce ver 3.1 - Acropora loisetteae. Estado: Vulnerable A4ce ver 3.1 - Acropora lokani. Estado: Vulnerable A4ce ver 3.1 - Acropora longicyathus. Estado: Preocupación menor ver 3.1 - Acropora loripes. Estado: Casi amenazada ver 3.1 - Acropora loveli. Estado: Vulnerable A4ce ver 3.1 - Acropora lutkeni. Estado: Casi amenazada ver 3.1 - Acropora maryae. Estado: Datos deficientes ver 3.1 - Acropora microclados. Estado: Vulnerable A4ce ver 3.1 | - Acropora microphthalma. Estado: Preocupación menor ver 3.1 - Acropora millepora. Estado: Casi amenazada ver 3.1 - Acropora minuta. Estado: Datos deficientes ver 3.1 - Acropora monticulosa. Estado: Casi amenazada ver 3.1 - Acropora mossambica. No evaluada - Acropora multiacuta. Estado: Vulnerable A4ce ver 3.1 - Acropora muricata. No evaluada - Acropora nana. No evaluada - Acropora nasuta. Estado: Casi amenazada ver 3.1 - Acropora natalensis. Estado: Datos deficientes ver 3.1 - Acropora navini. Estado: Datos deficientes ver 3.1 - Acropora palmata. Estado: En peligro crítico A2ace ver 3.1 - Acropora palmerae. Estado: Vulnerable A4ce ver 3.1 - Acropora paniculata. Estado: Vulnerable A4ce ver 3.1 - Acropora papillare. Estado: Vulnerable A4ce ver 3.1 - Acropora parahemprichii. Estado: Datos deficientes ver 3.1 - Acropora parapharaonis. Estado: Datos deficientes ver 3.1 - Acropora pectinata. No evaluada - Acropora pharaonis. Estado: Vulnerable A4ce ver 3.1 - Acropora pichoni. Estado: Casi amenazada ver 3.1 - Acropora plumosa. Estado: Vulnerable A4ce ver 3.1 - Acropora polystoma. Estado: Vulnerable A4ce ver 3.1 - Acropora prolifera. No evaluada - Acropora proximalis. Estado: Datos deficientes ver 3.1 - Acropora pulchra. Estado: Preocupación menor ver 3.1 - Acropora retusa. Estado: Vulnerable A4ce ver 3.1 - Acropora ridzwani. Estado: Datos deficientes ver 3.1 - Acropora robusta. Estado: Preocupación menor ver 3.1 - Acropora rongelapensis. Estado: Datos deficientes ver 3.1 - Acropora roseni. Estado: En peligro A4ce ver 3.1 - Acropora rudis. Estado: En peligro A4ce ver 3.1 - Acropora rufa. Estado: Datos deficientes ver 3.1 - Acropora russelli. Estado: Vulnerable A4c ver 3.1 - Acropora samoensis. Estado: Preocupación menor ver 3.1 - Acropora sarmentosa. Estado: Preocupación menor ver 3.1 - Acropora secale. Estado: Casi amenazada ver 3.1 - Acropora selago. Estado: Casi amenazada ver 3.1 - Acropora seriata. Estado: Datos deficientes ver 3.1 - Acropora serrata. No evaluada - Acropora simplex. Estado: Vulnerable A4ce ver 3.1 - Acropora sirikitiae. No evaluada - Acropora solitaryensis. Estado: Vulnerable A4ce ver 3.1 - Acropora sordiensis. No evaluada - Acropora spathulata. Estado: Preocupación menor ver 3.1 - Acropora speciosa. Estado: Vulnerable A4ce ver 3.1 - Acropora spicifera. Estado: Vulnerable A4ce ver 3.1 - Acropora squarrosa. Estado: Preocupación menor ver 3.1 - Acropora striata. Estado: Vulnerable A4ce ver 3.1 - Acropora subglabra. Estado: Preocupación menor ver 3.1 - Acropora subulata. Estado: Preocupación menor ver 3.1 - Acropora suharsonoi. Estado: En peligro A4ce ver 3.1 - Acropora sukarnoi. Estado: Datos deficientes ver 3.1 - Acropora tanegashimensis. Estado: Datos deficientes ver 3.1 - Acropora tenella. Estado: Vulnerable A4ce ver 3.1 - Acropora tenuis. Estado: Casi amenazada ver 3.1 - Acropora torihalimeda. Estado: Datos deficientes ver 3.1 - Acropora torresiana. Estado: Datos deficientes ver 3.1 - Acropora tortuosa. Estado: Preocupación menor ver 3.1 - Acropora tuberculosa. No evaluada - Acropora turaki. Estado: Vulnerable A4ce ver 3.1 - Acropora valenciennesi. Estado: Preocupación menor ver 3.1 - Acropora valida. Estado: Preocupación menor ver 3.1 - Acropora variolosa. Estado: Preocupación menor ver 3.1 - Acropora vaughani. Estado: Vulnerable A4ce ver 3.1 - Acropora verweyi. Estado: Vulnerable A4ce ver 3.1 - Acropora walindii. Estado: Vulnerable A4ce ver 3.1 - Acropora willisae. Estado: Vulnerable A4ce ver 3.1 - Acropora yongei. Estado: Preocupación menor ver 3.1 |

## Galería

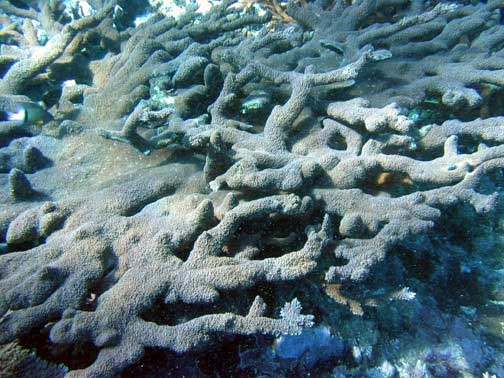
Acropora abrotanoides
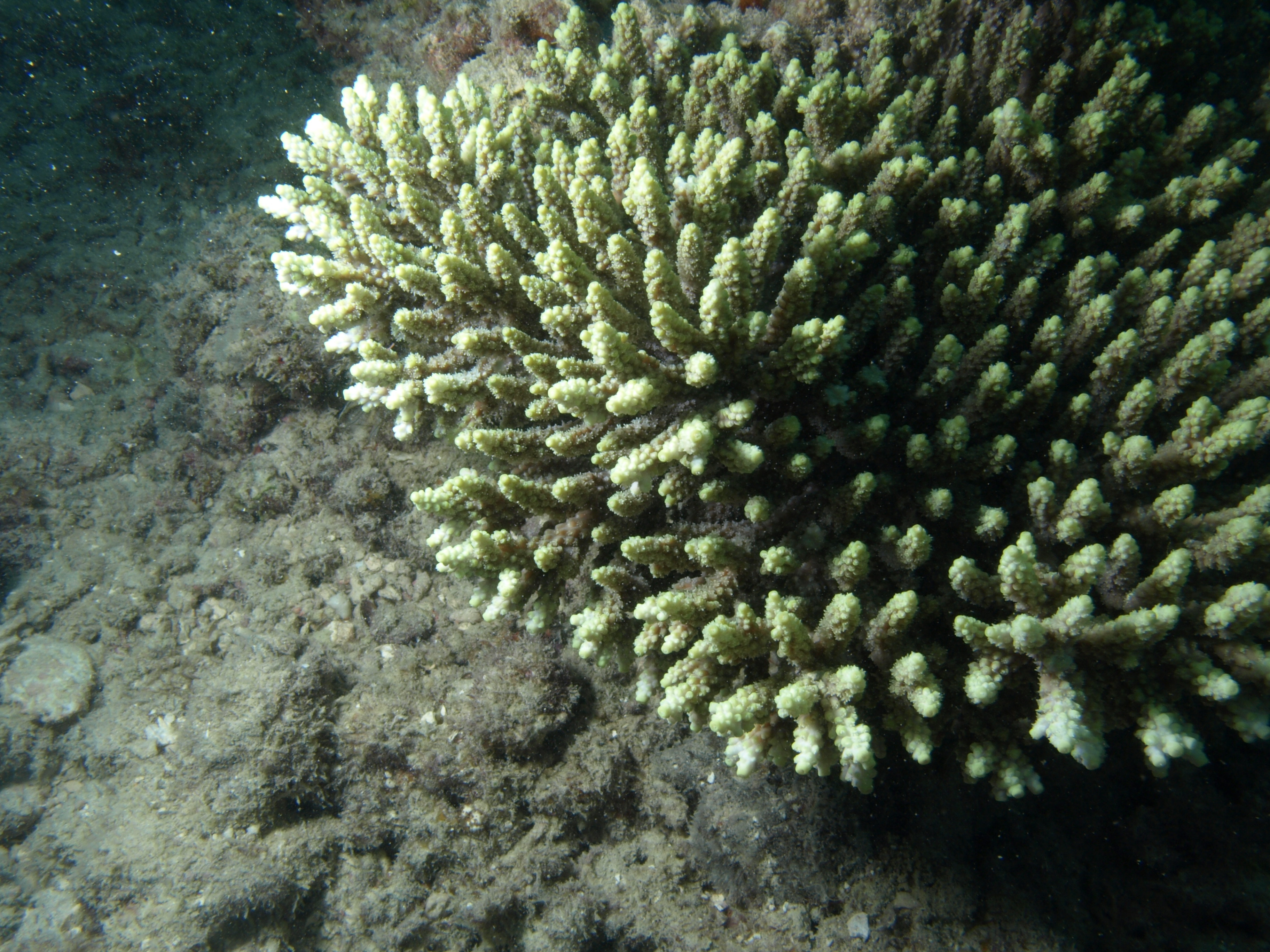
Acropora aculeus
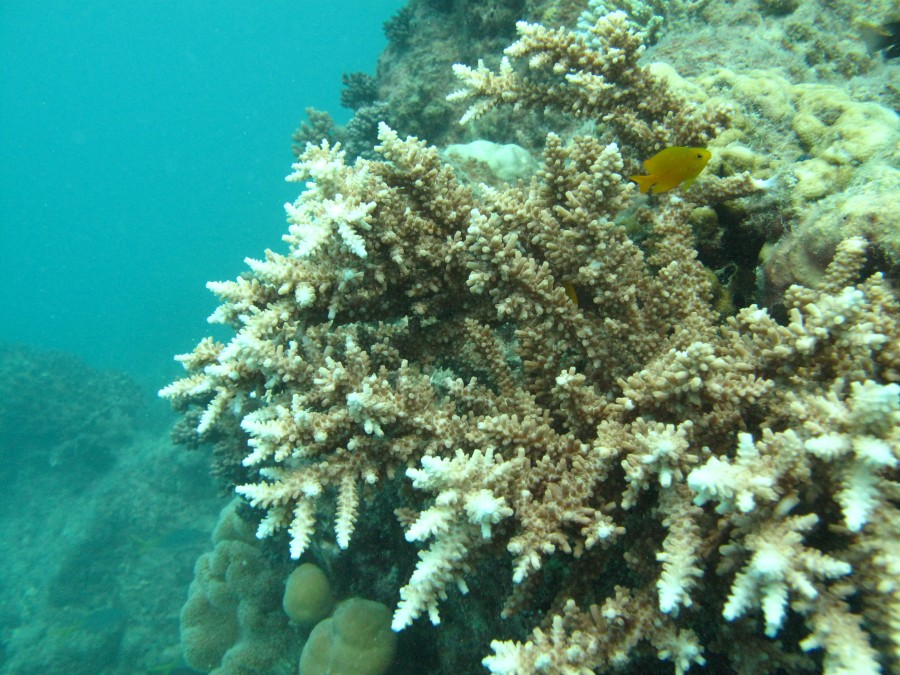
Acropora acuminata
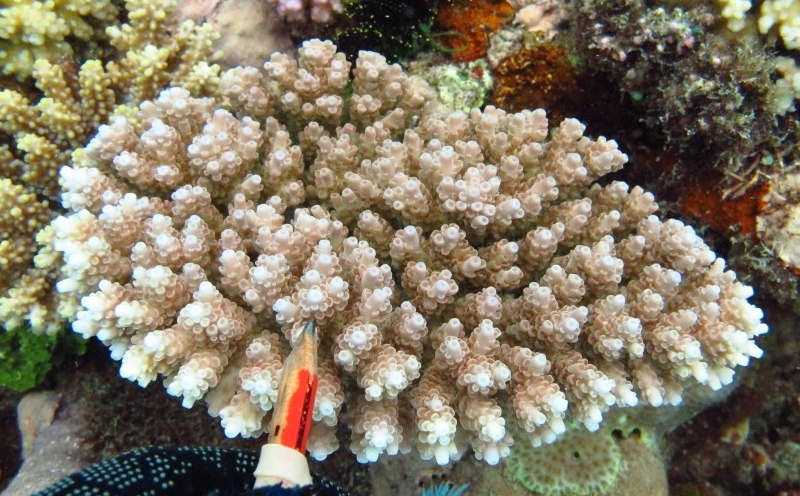
Acropora anthocercis
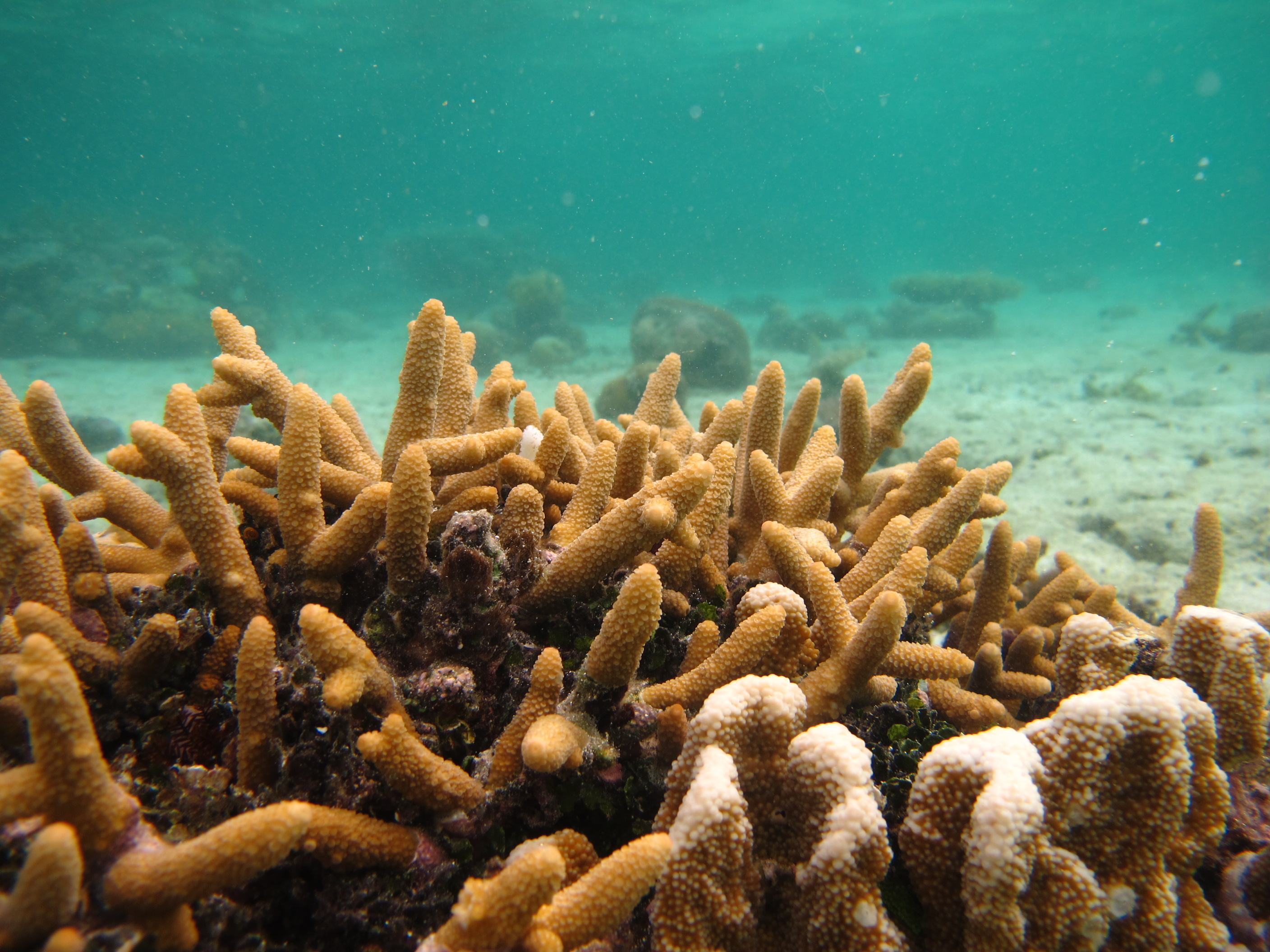
Acropora aspera
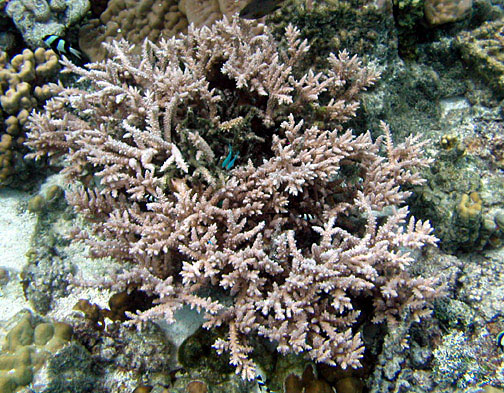
Acropora austera
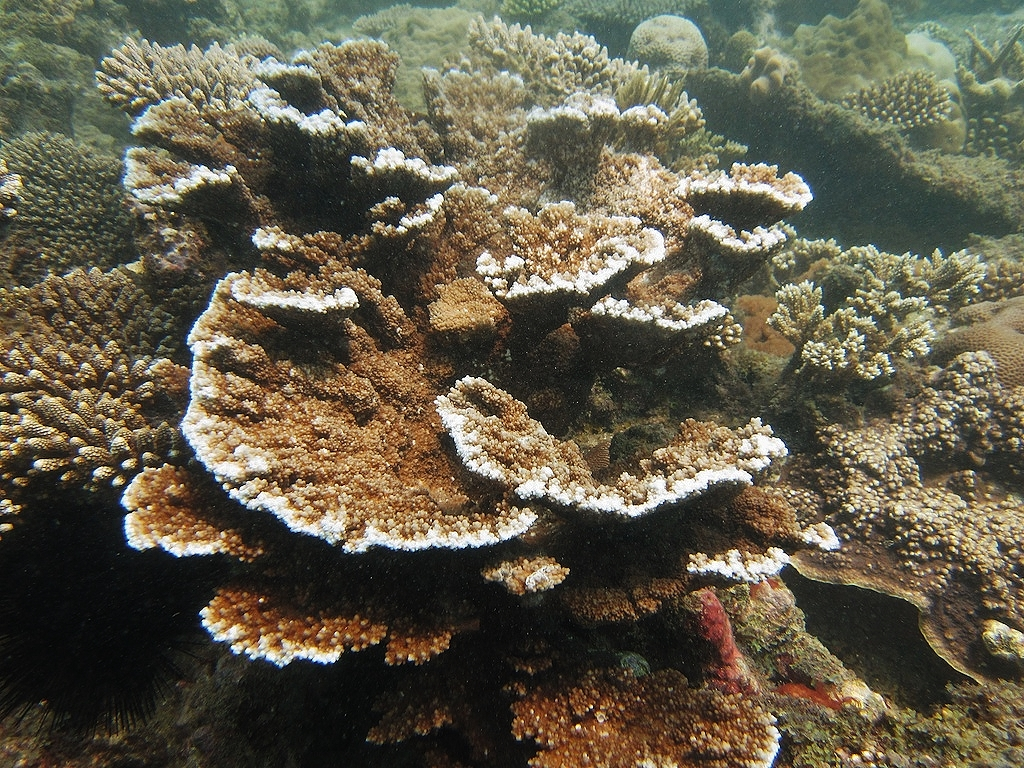
Acropora branchi
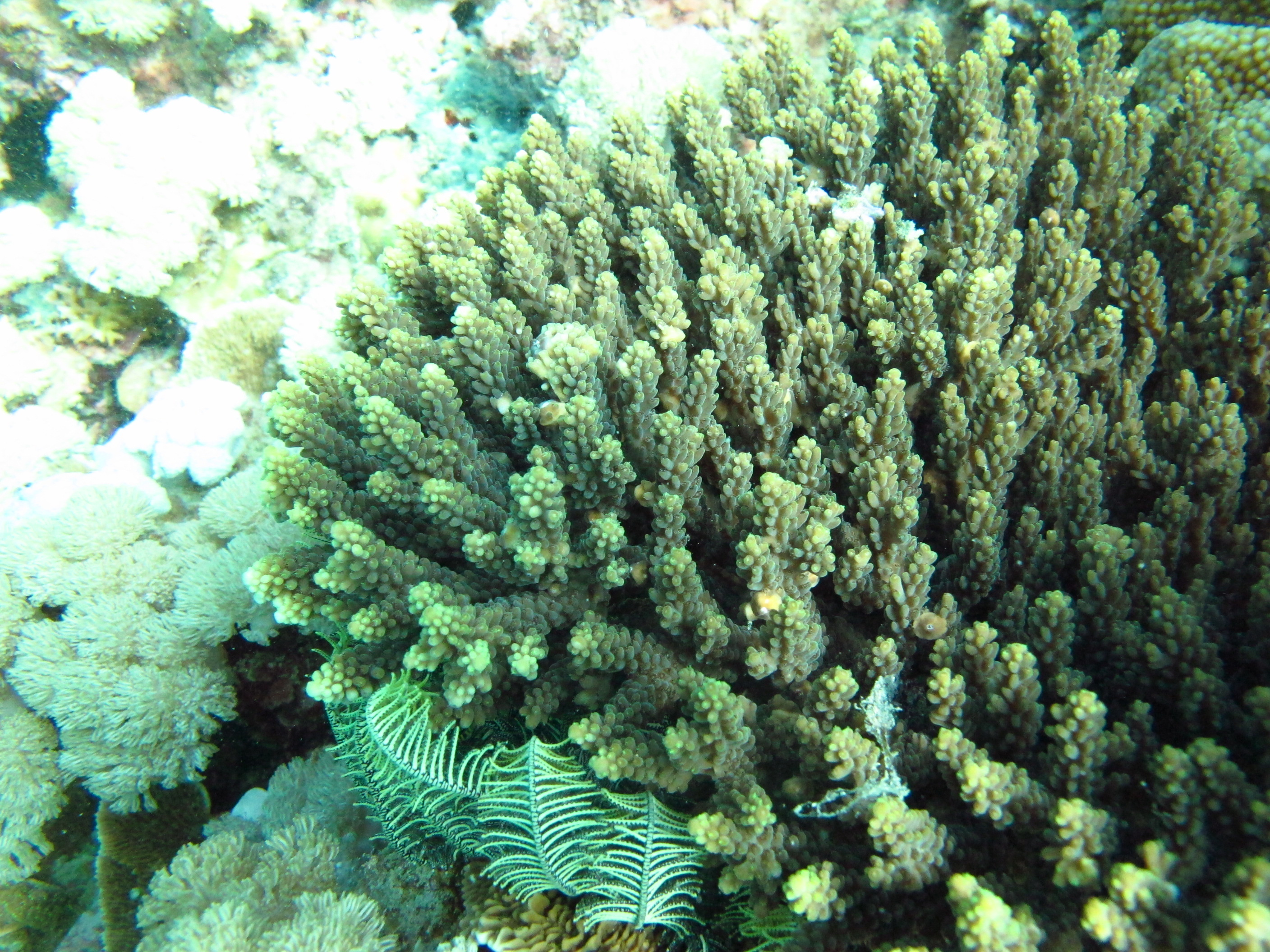
Acropora cerealis
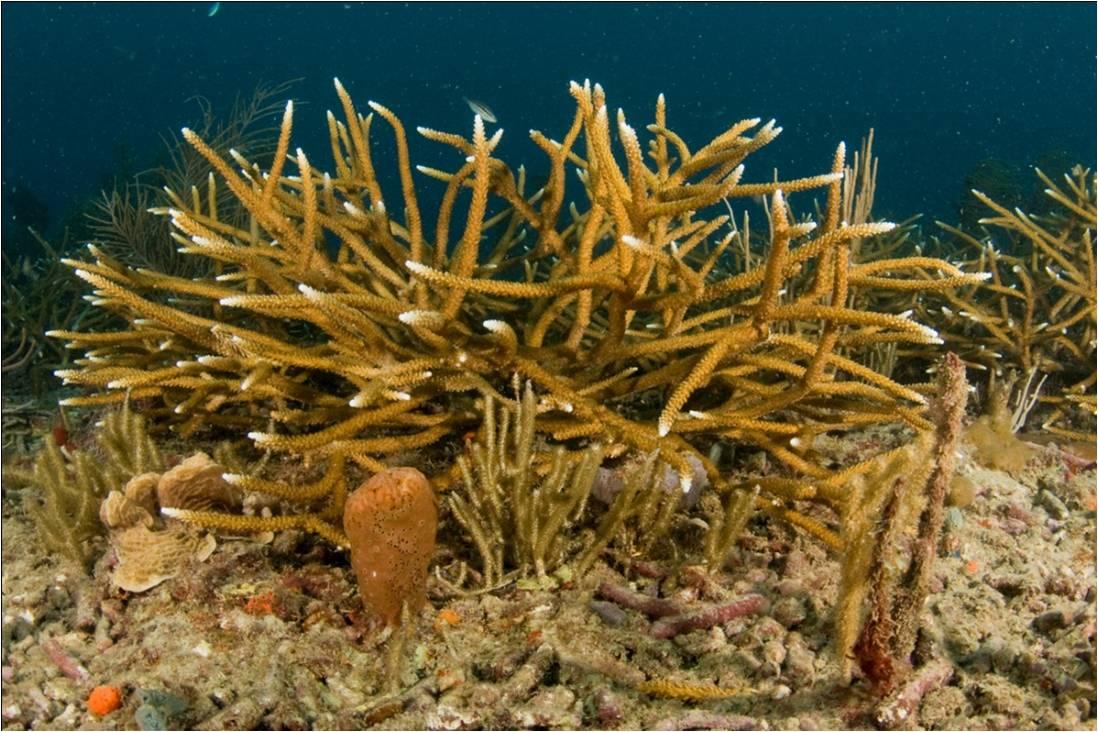
Acropora cervicornis
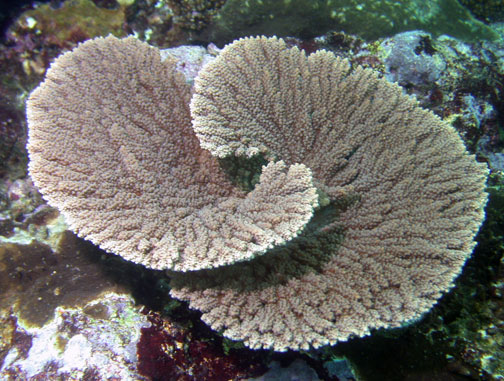
Acropora clathrata
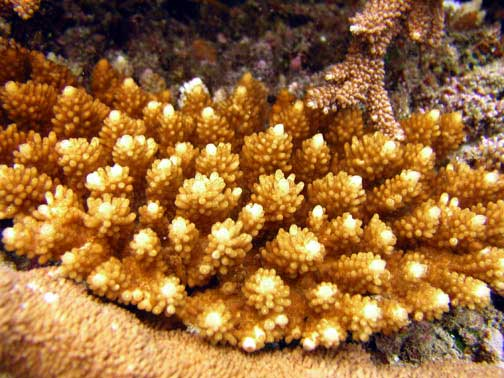
Acropora cophodactyla (nomen dubium)
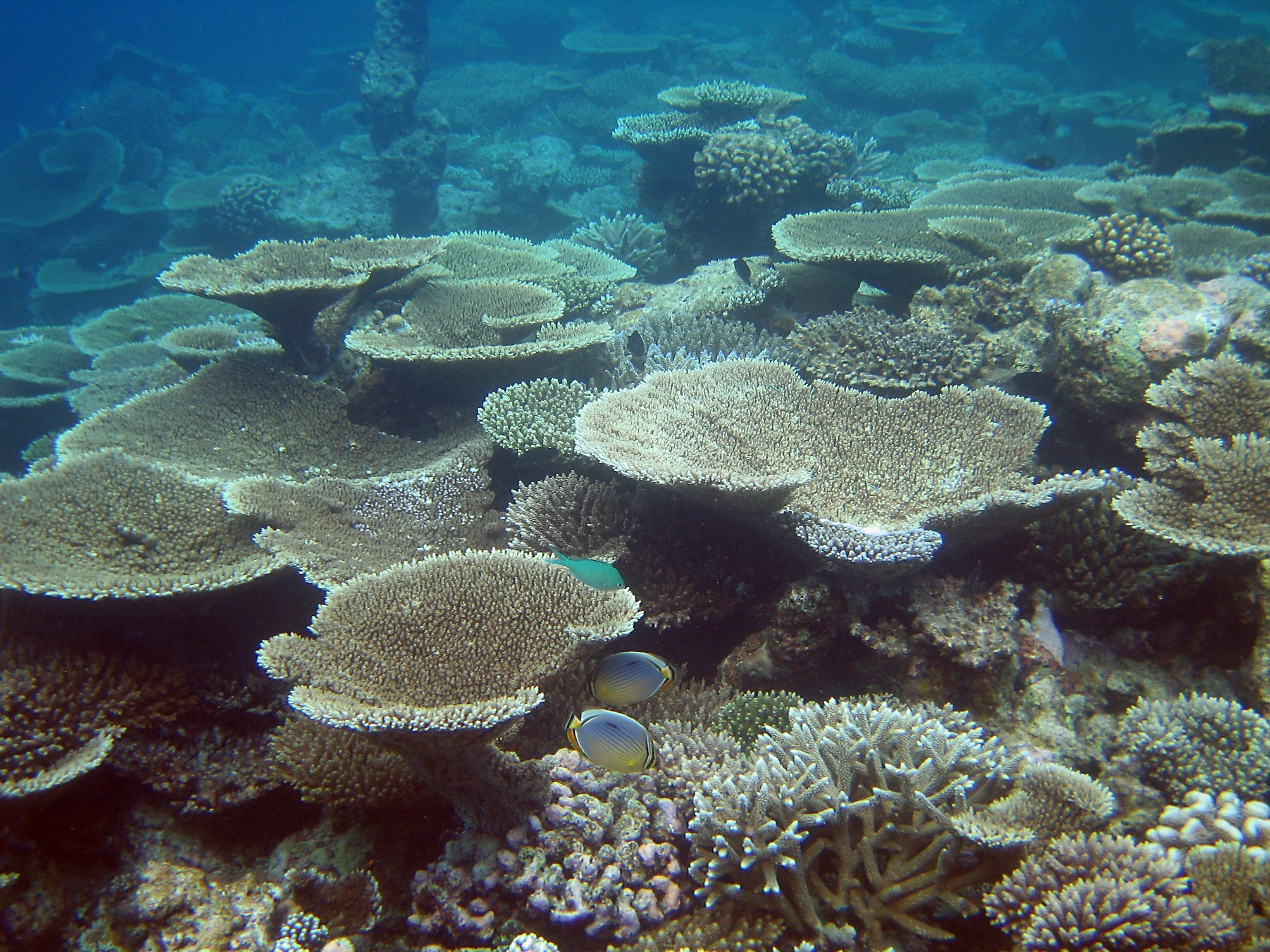
Acropora cytherea
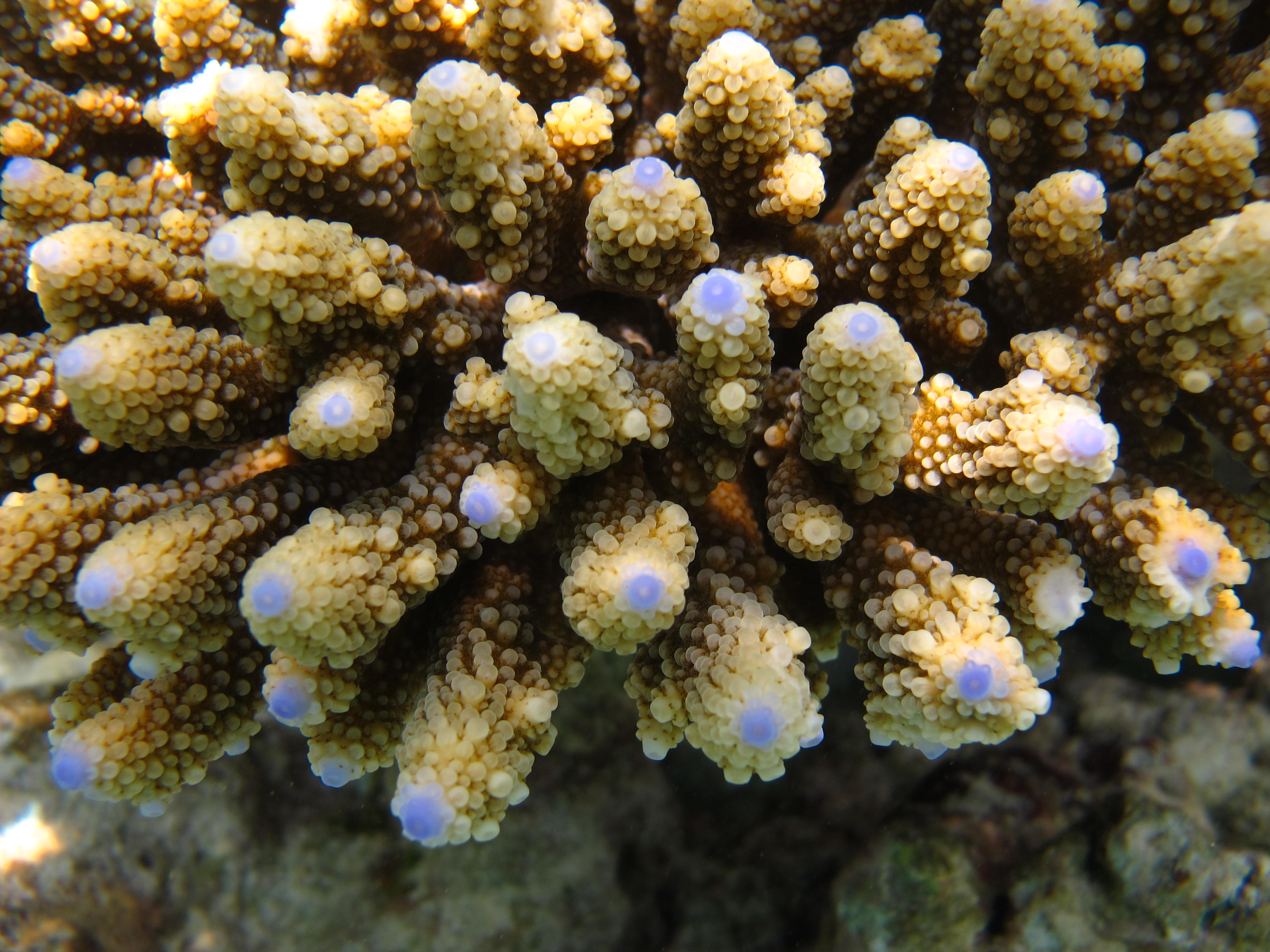
Acropora digitifera
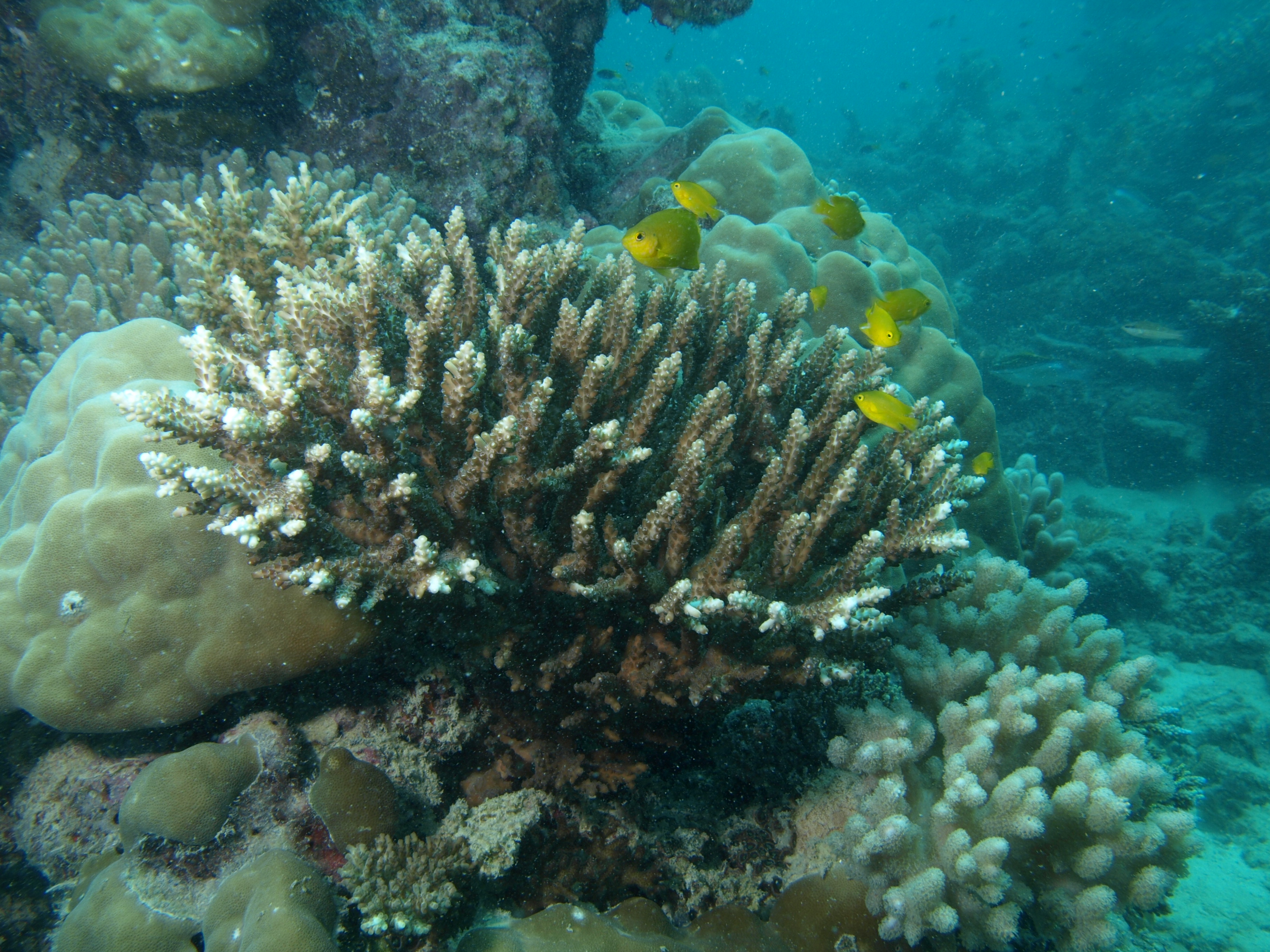
Acropora divaricata
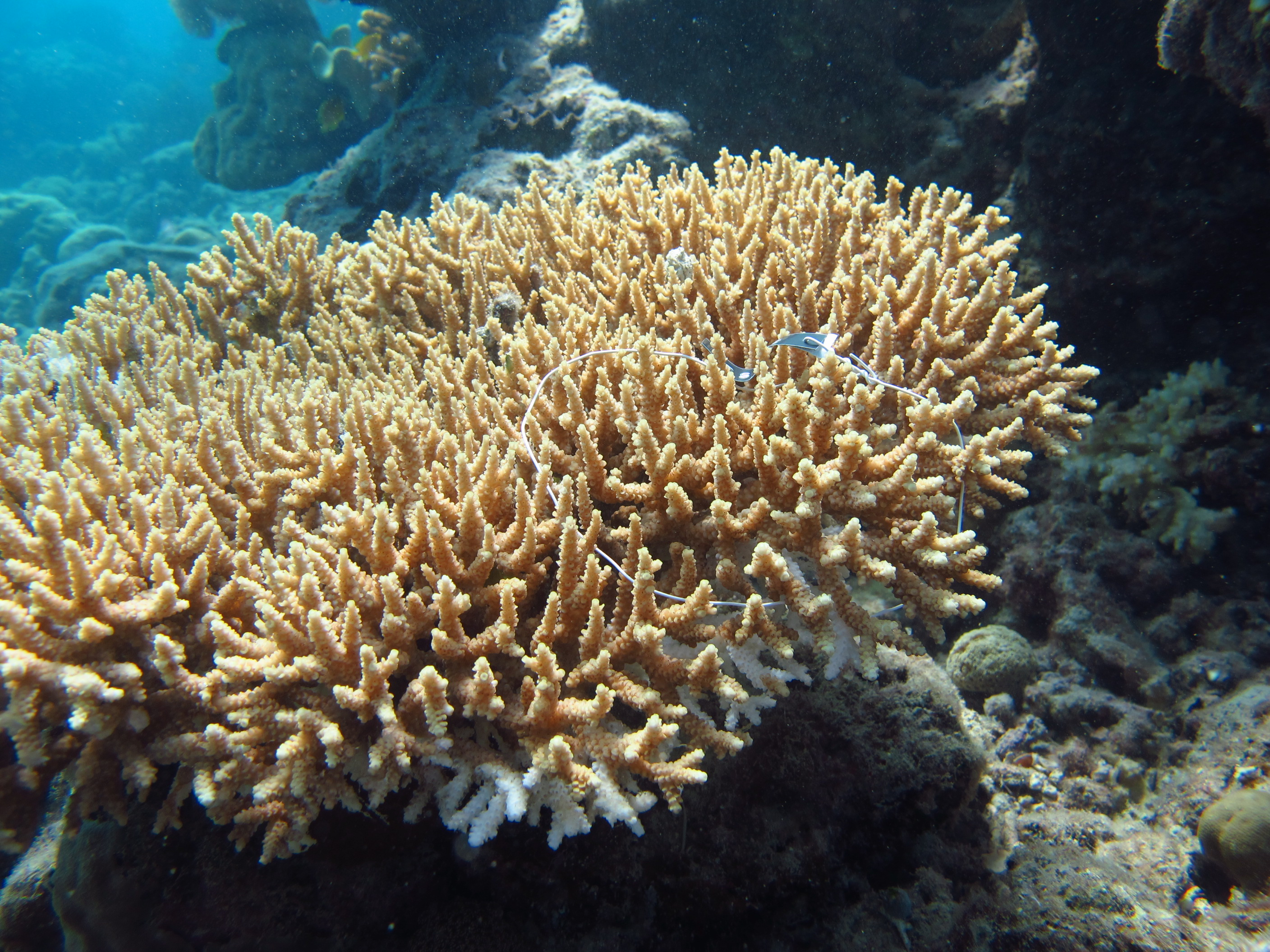
Acropora donei
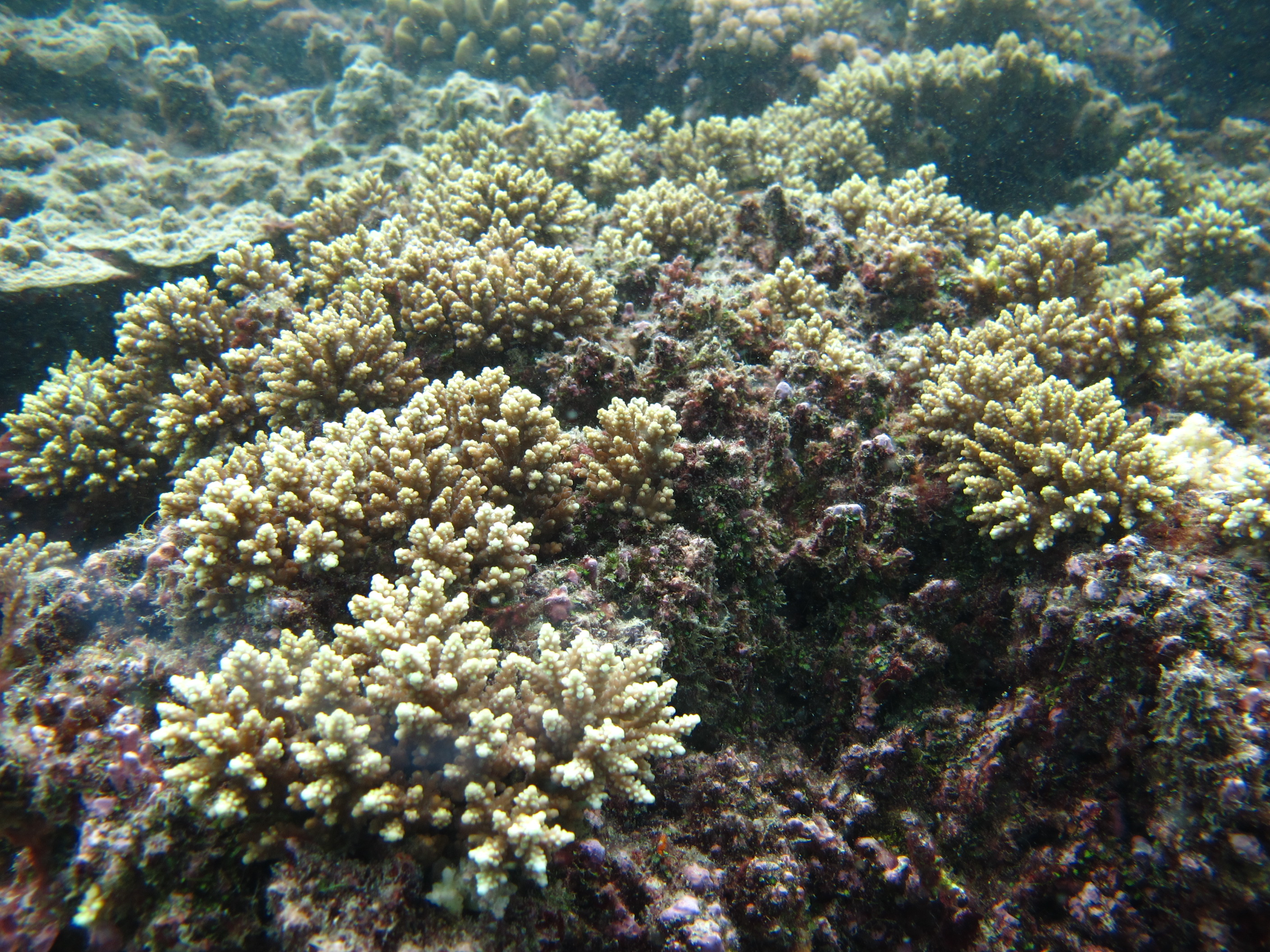
Acropora elseyi
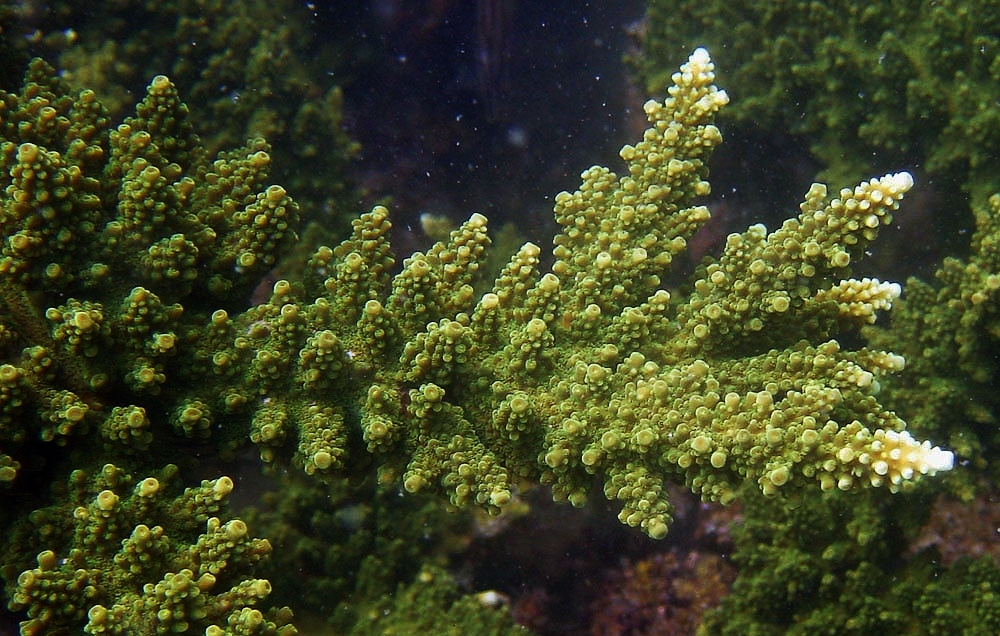
Acropora florida
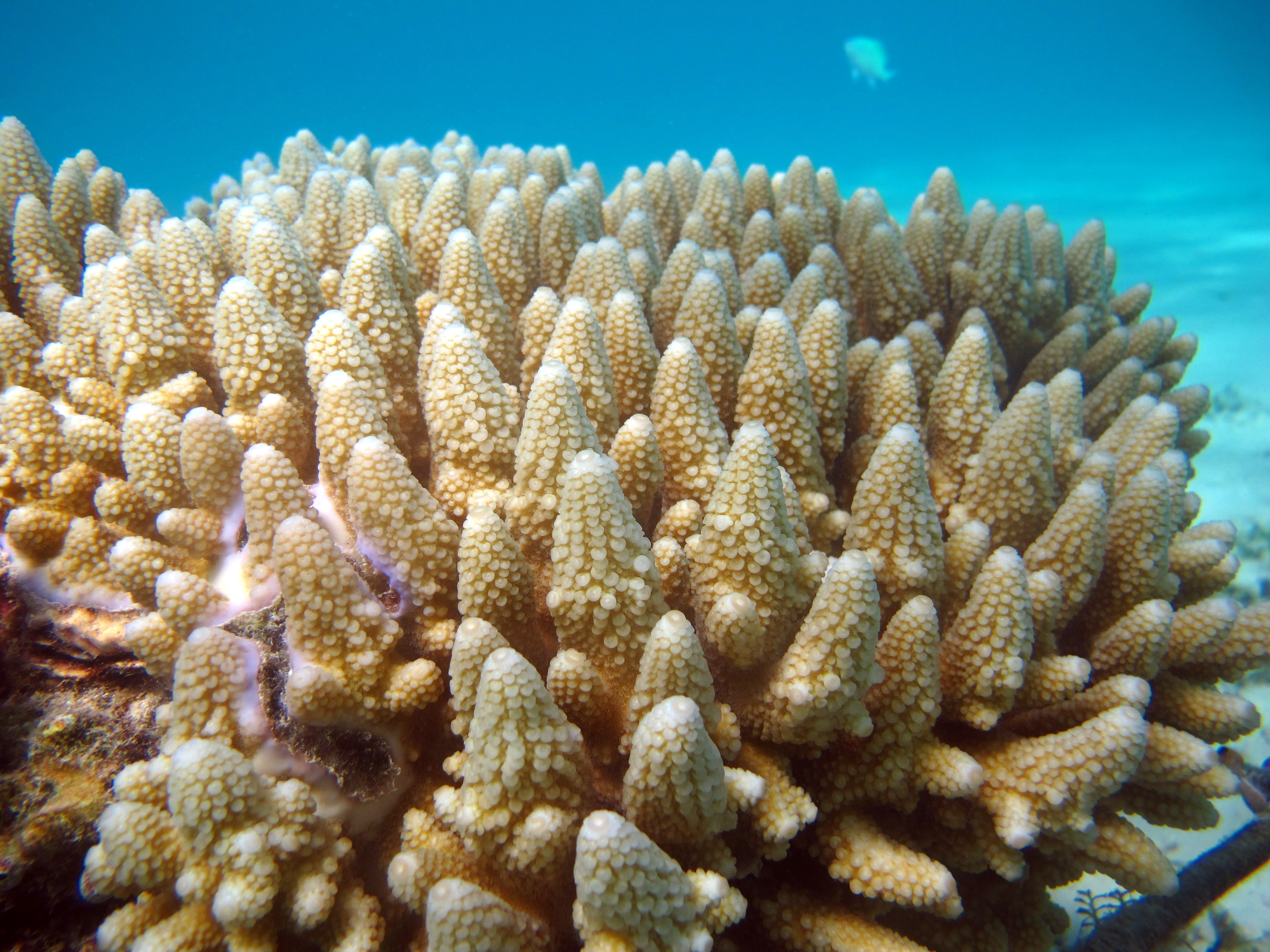
Acropora gemmifera
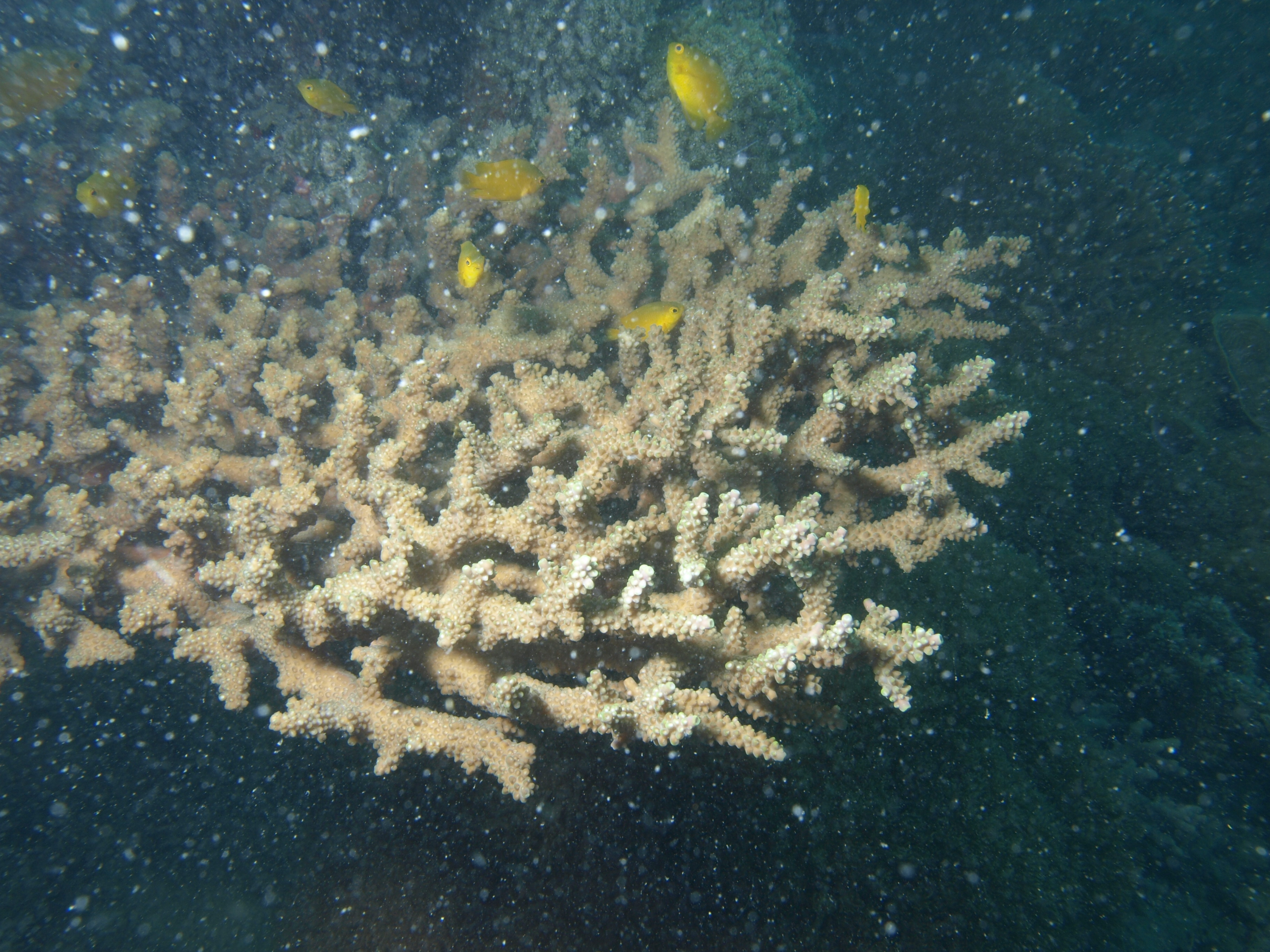
Acropora glauca
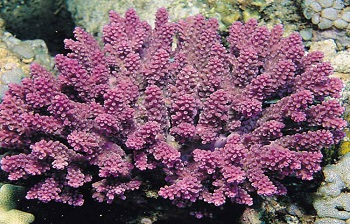
Acropora globiceps
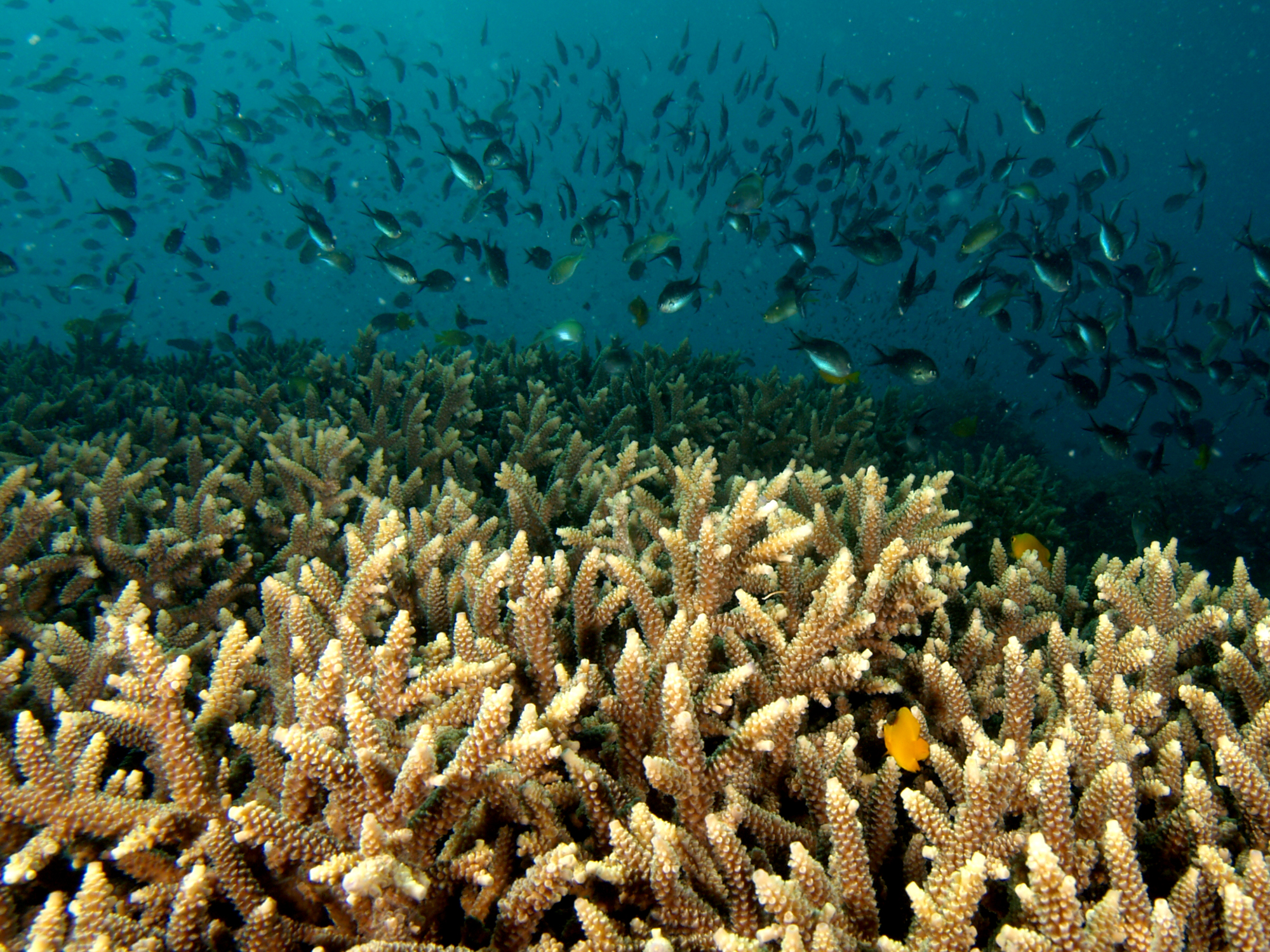
Acropora grandis
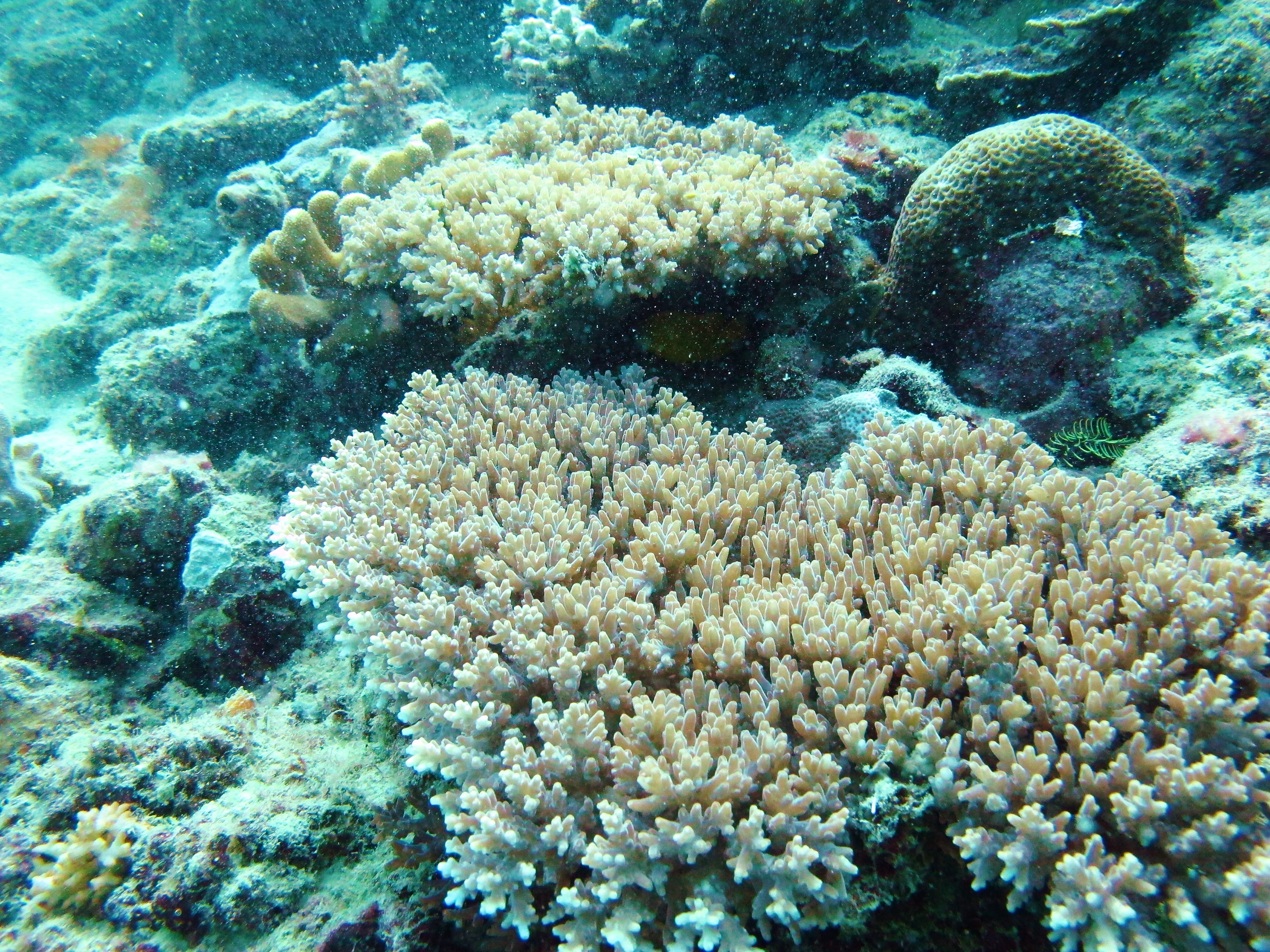
Acropora granulosa
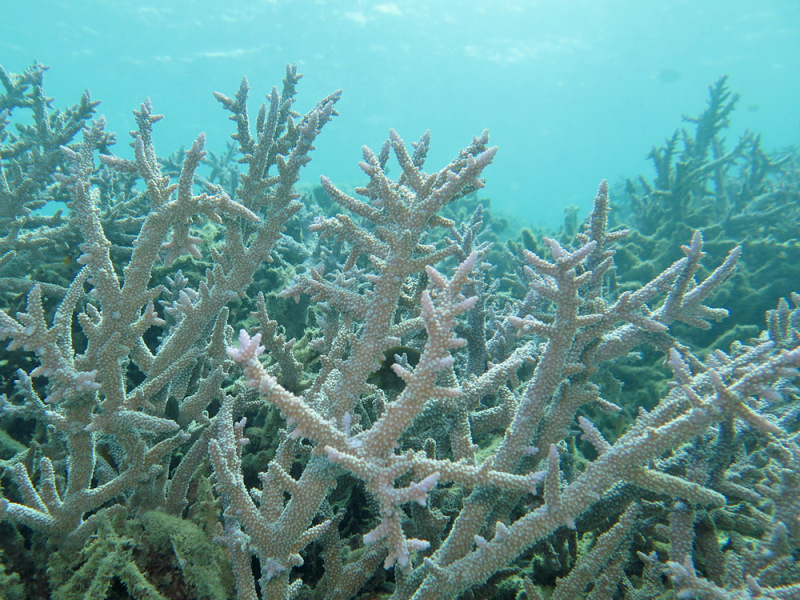
Acropora horrida
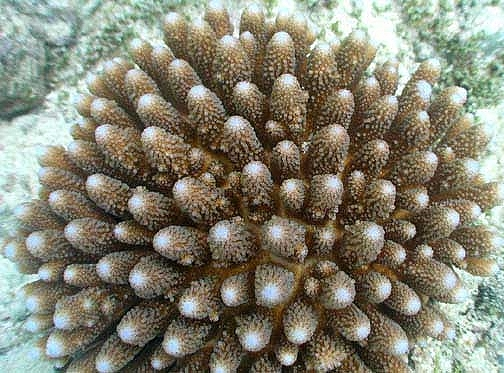
Acropora humilis
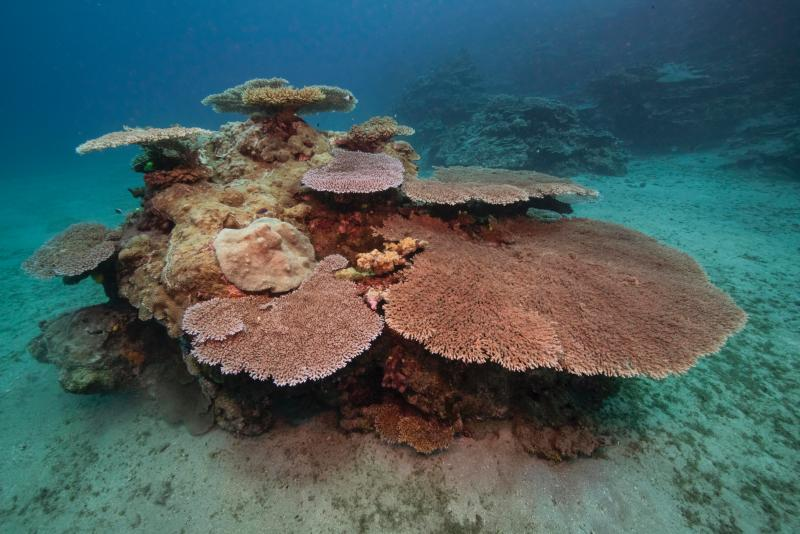
Acropora hyacinthus
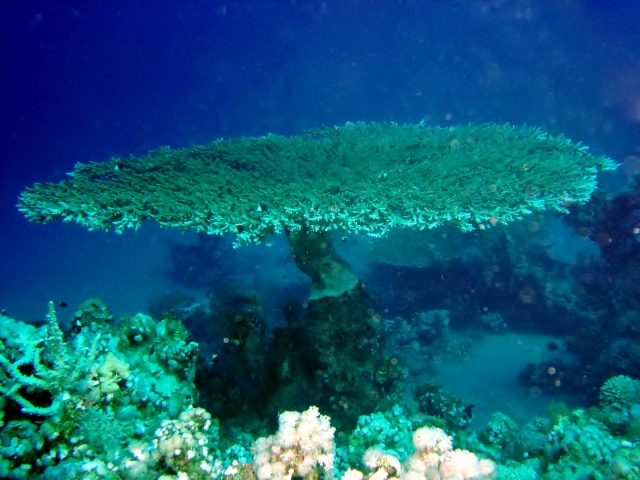
Acropora lamarcki
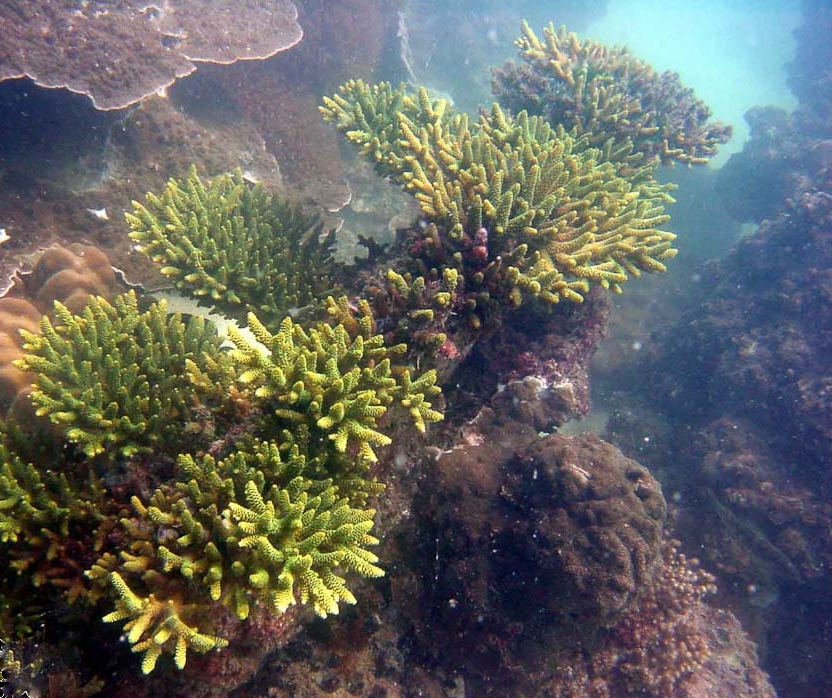
Acropora latistella
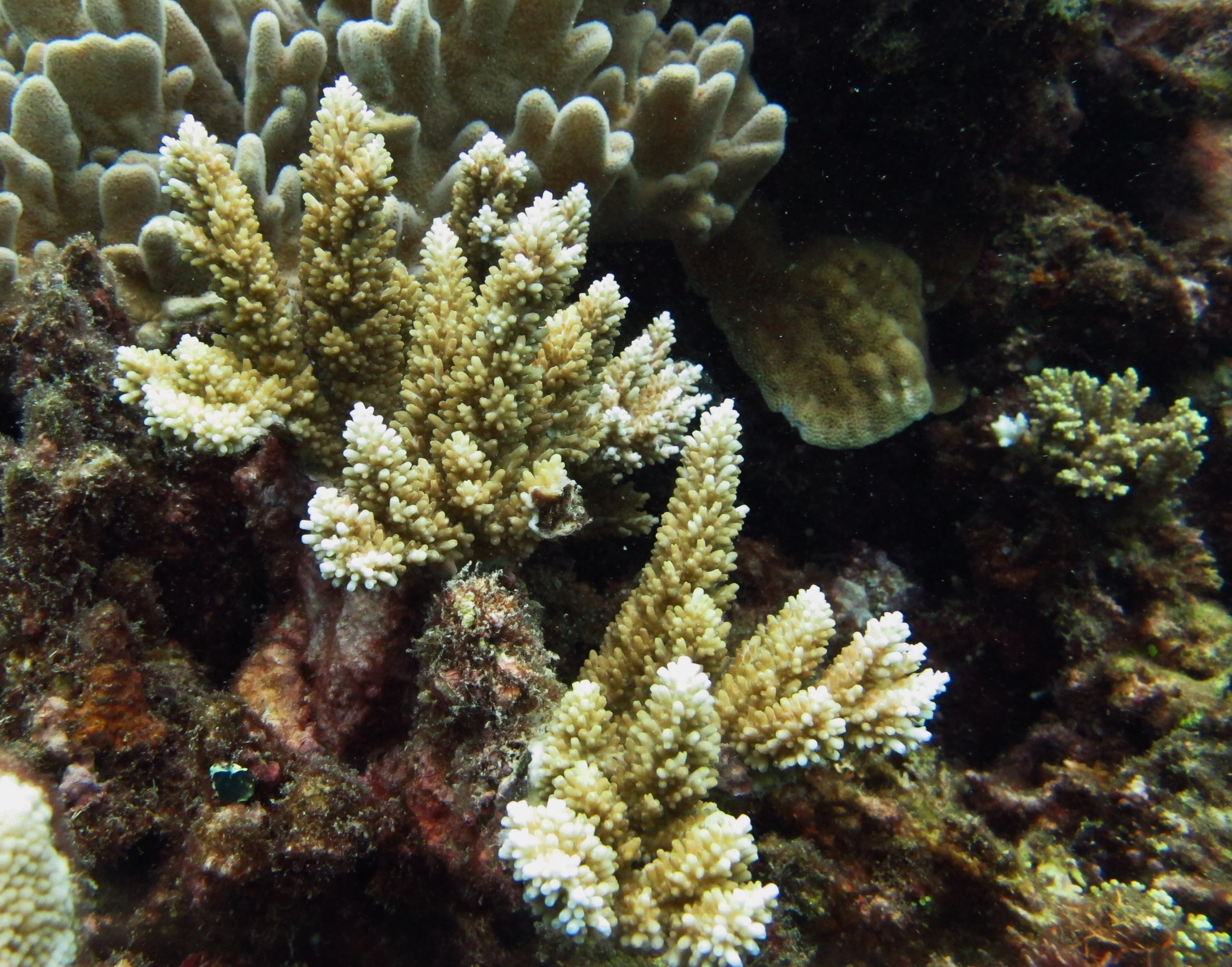
Acropora listeri
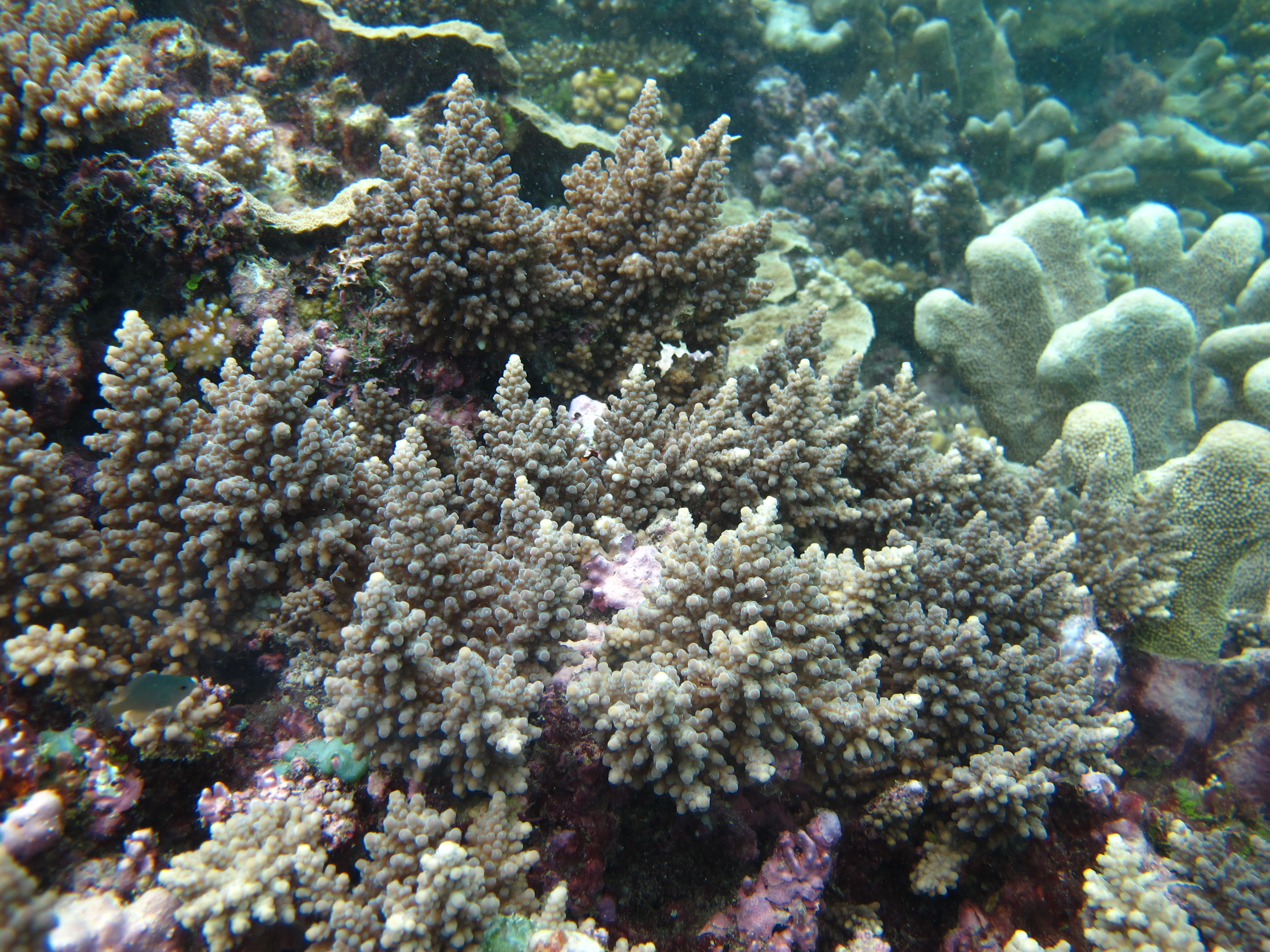
Acropora longicyathus
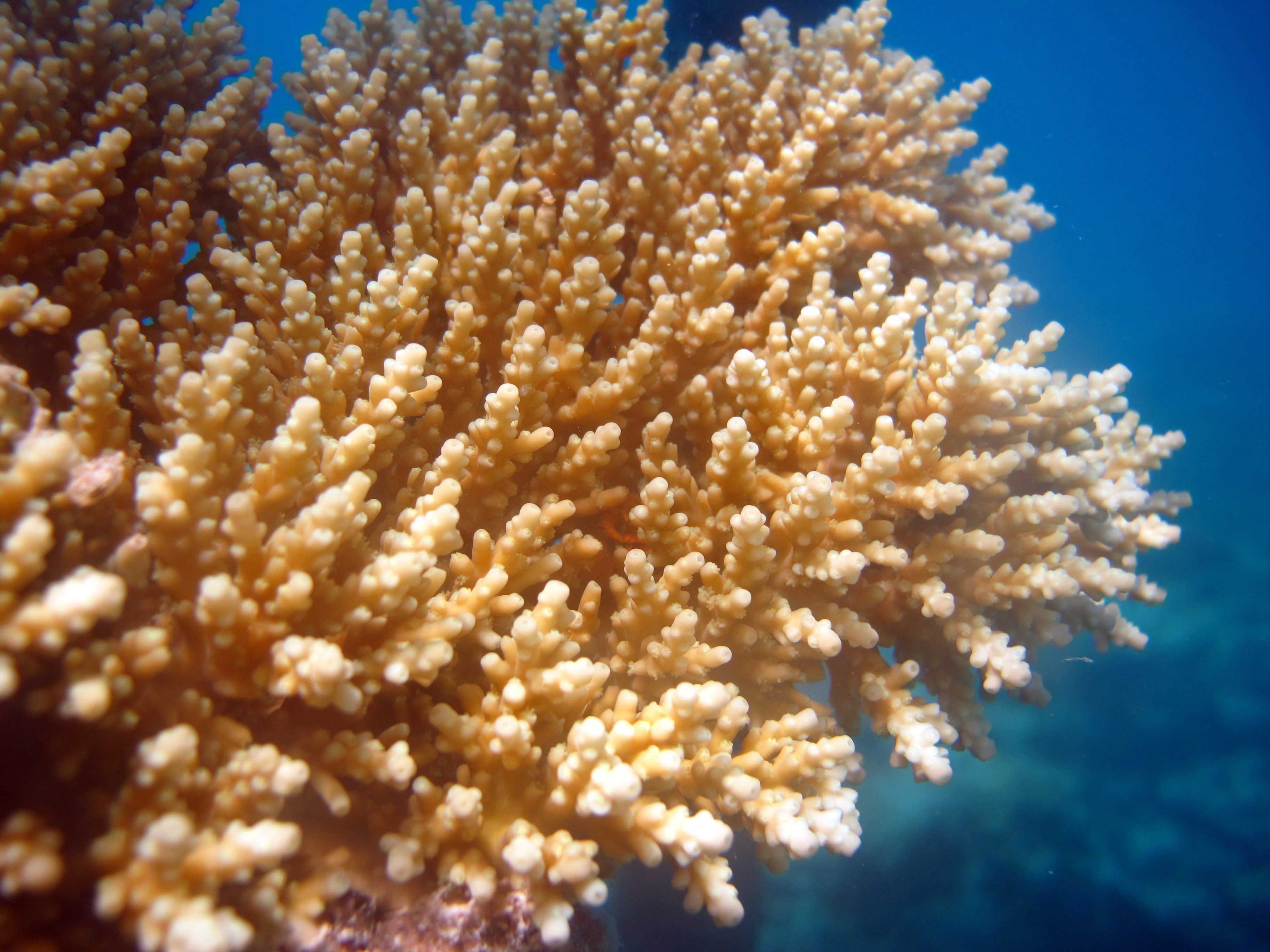
Acropora loripes
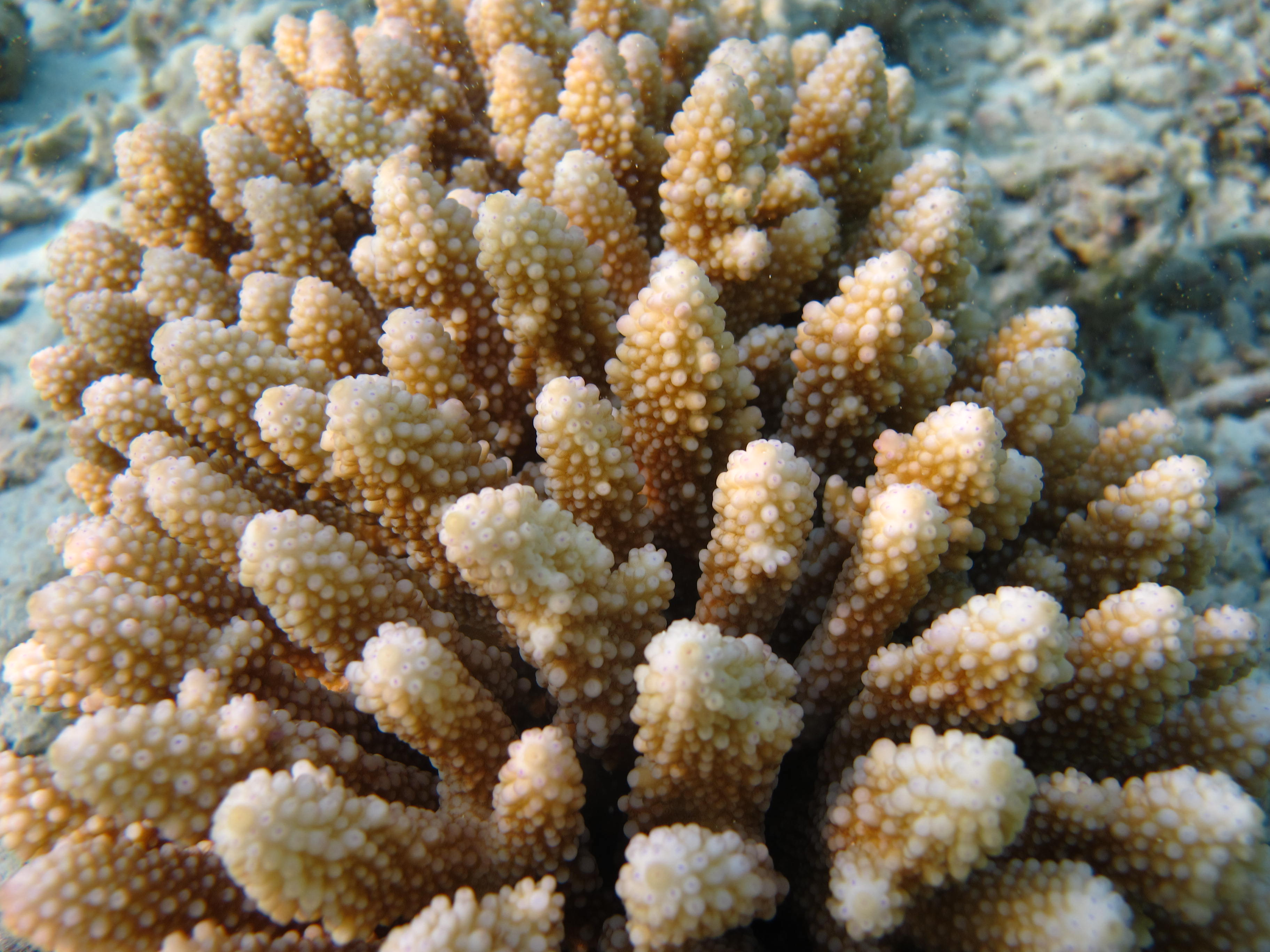
Acropora lutkeni
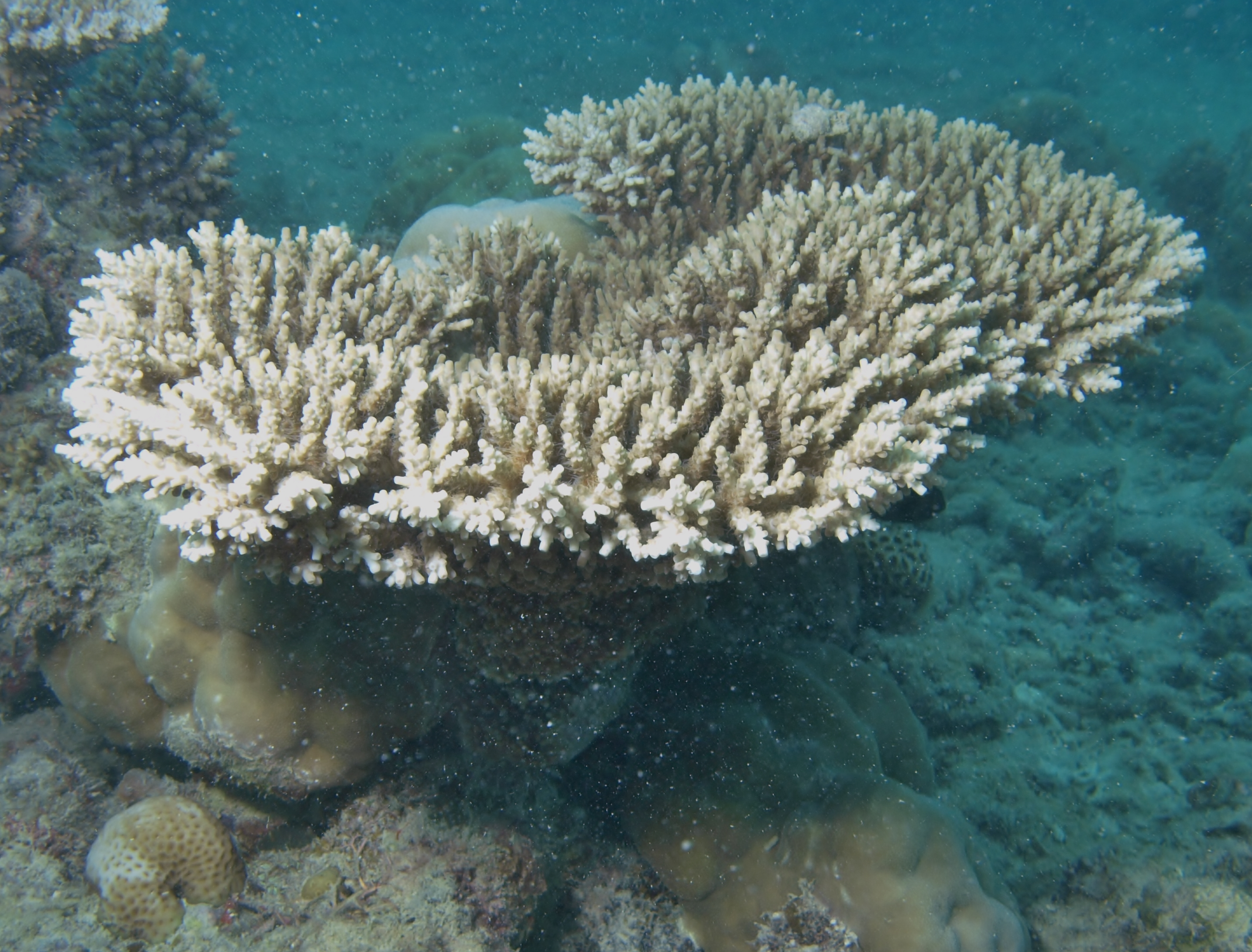
Acropora microclados
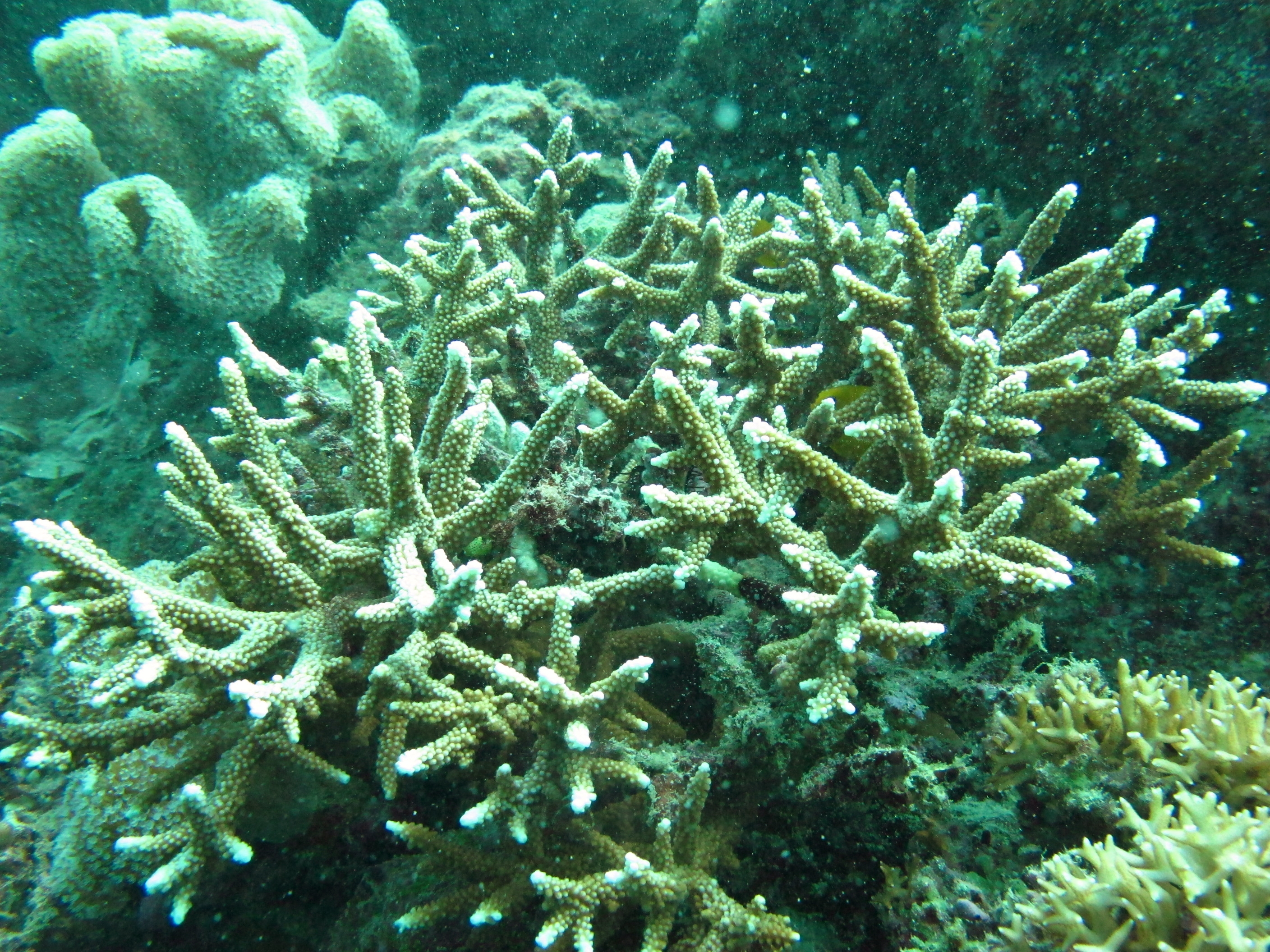
Acropora microphthalma
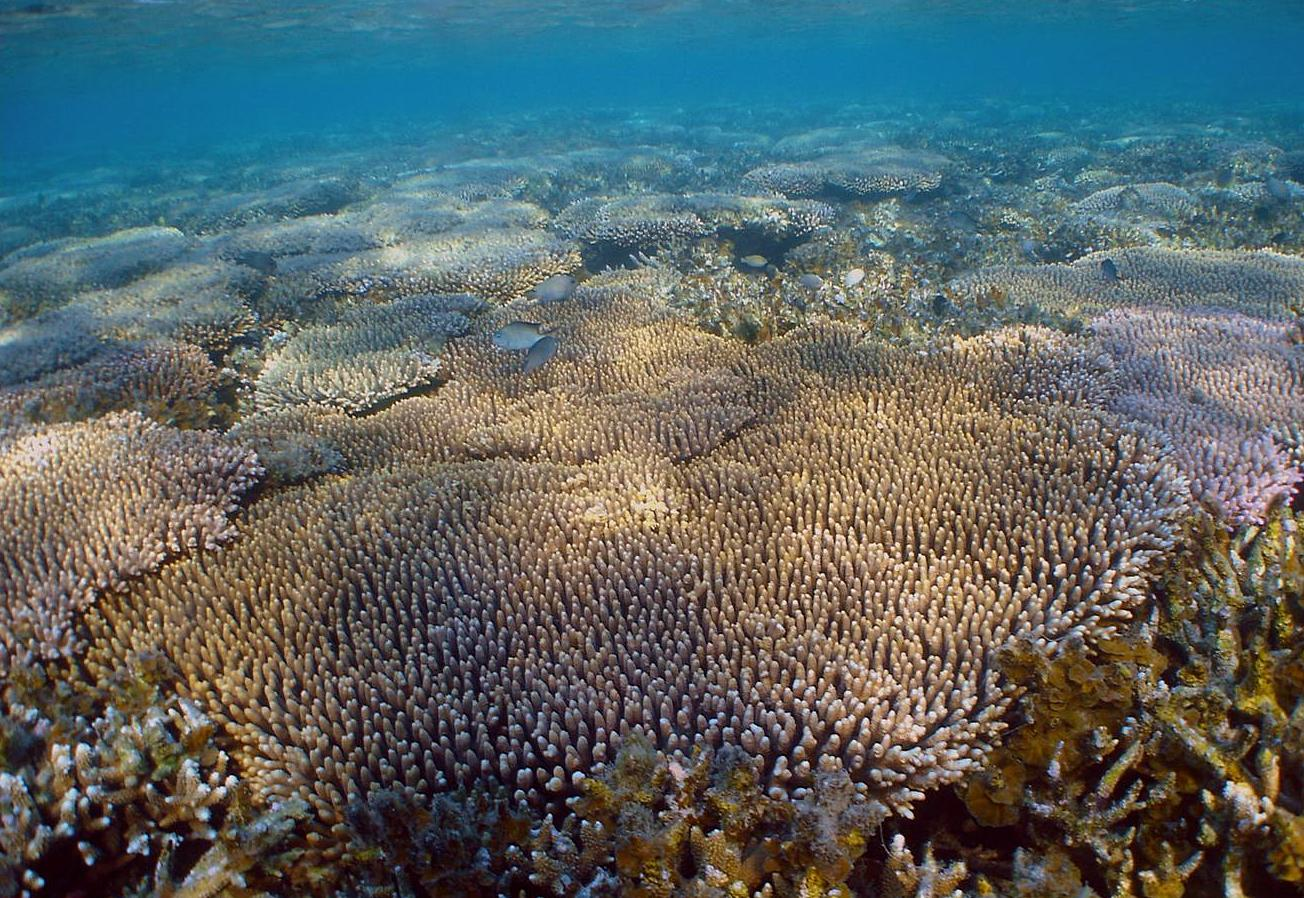
Acropora millepora
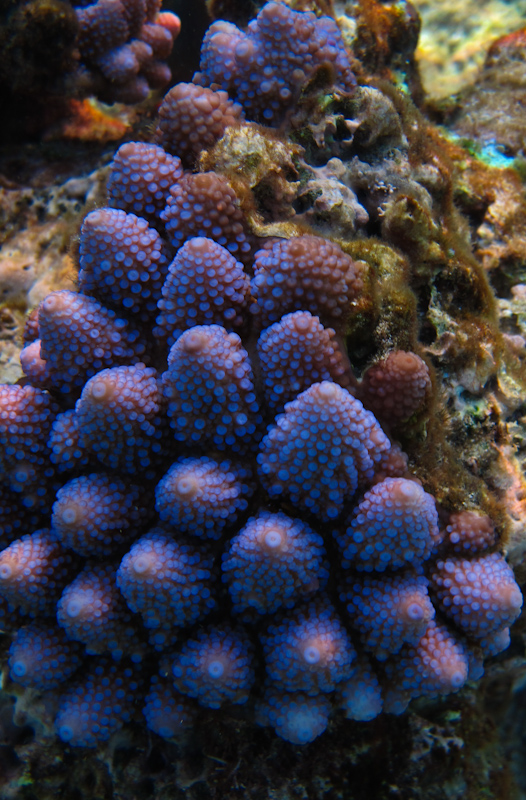
Acropora monticulosa
Acropora muricata
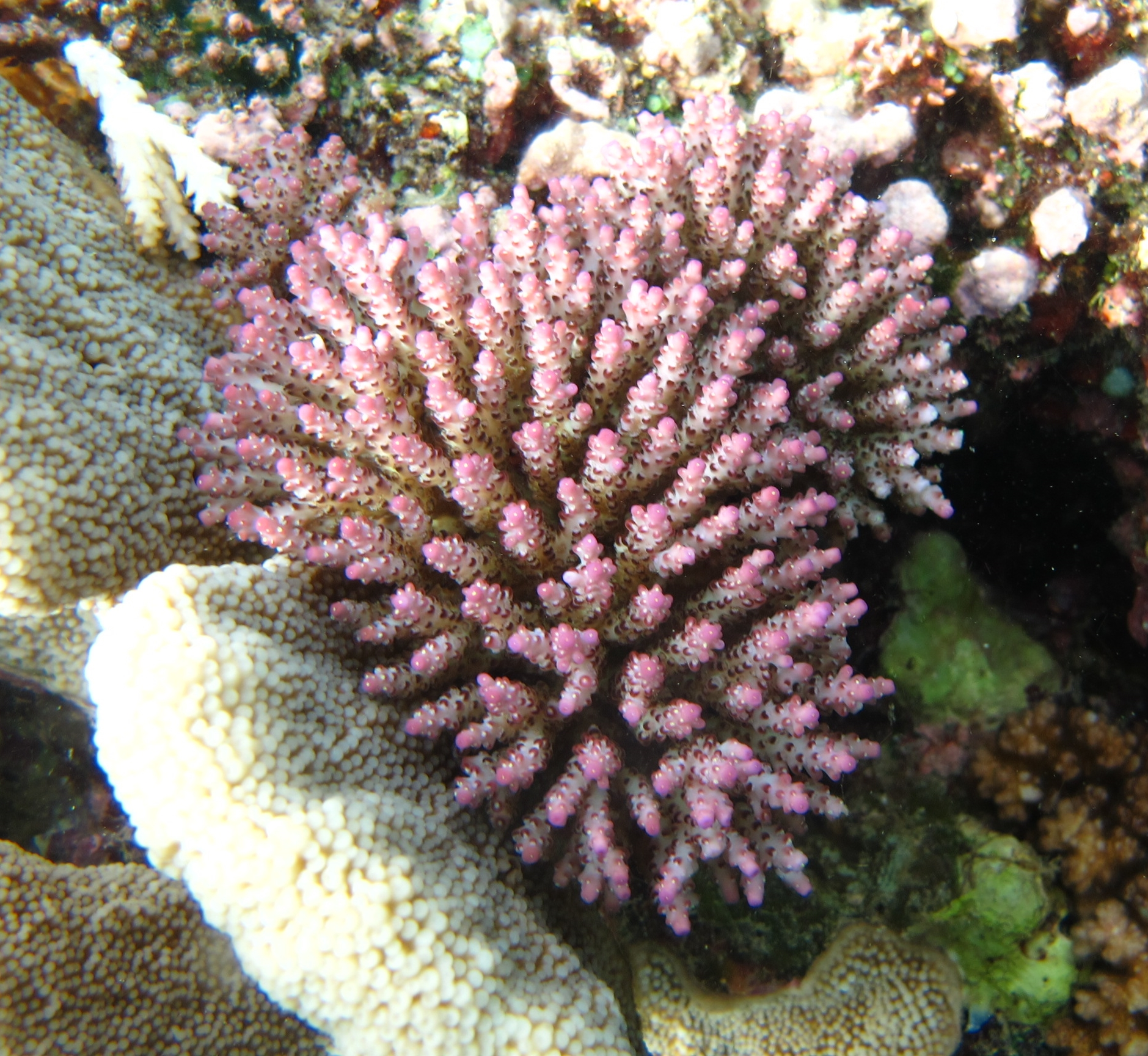
Acropora nana
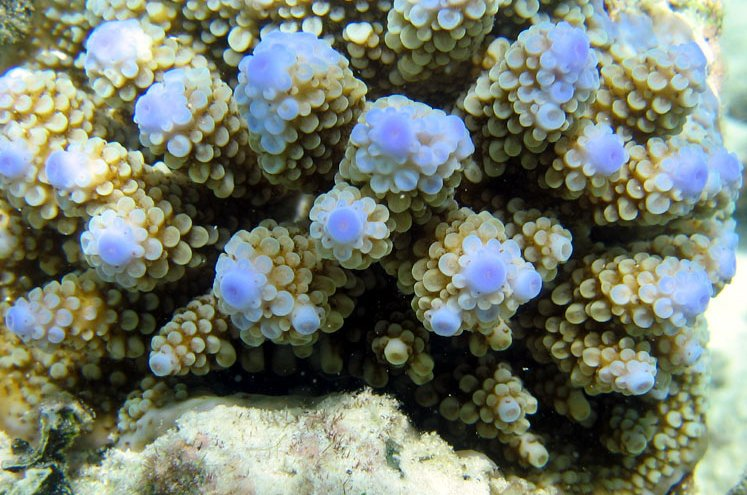
Acropora nasuta
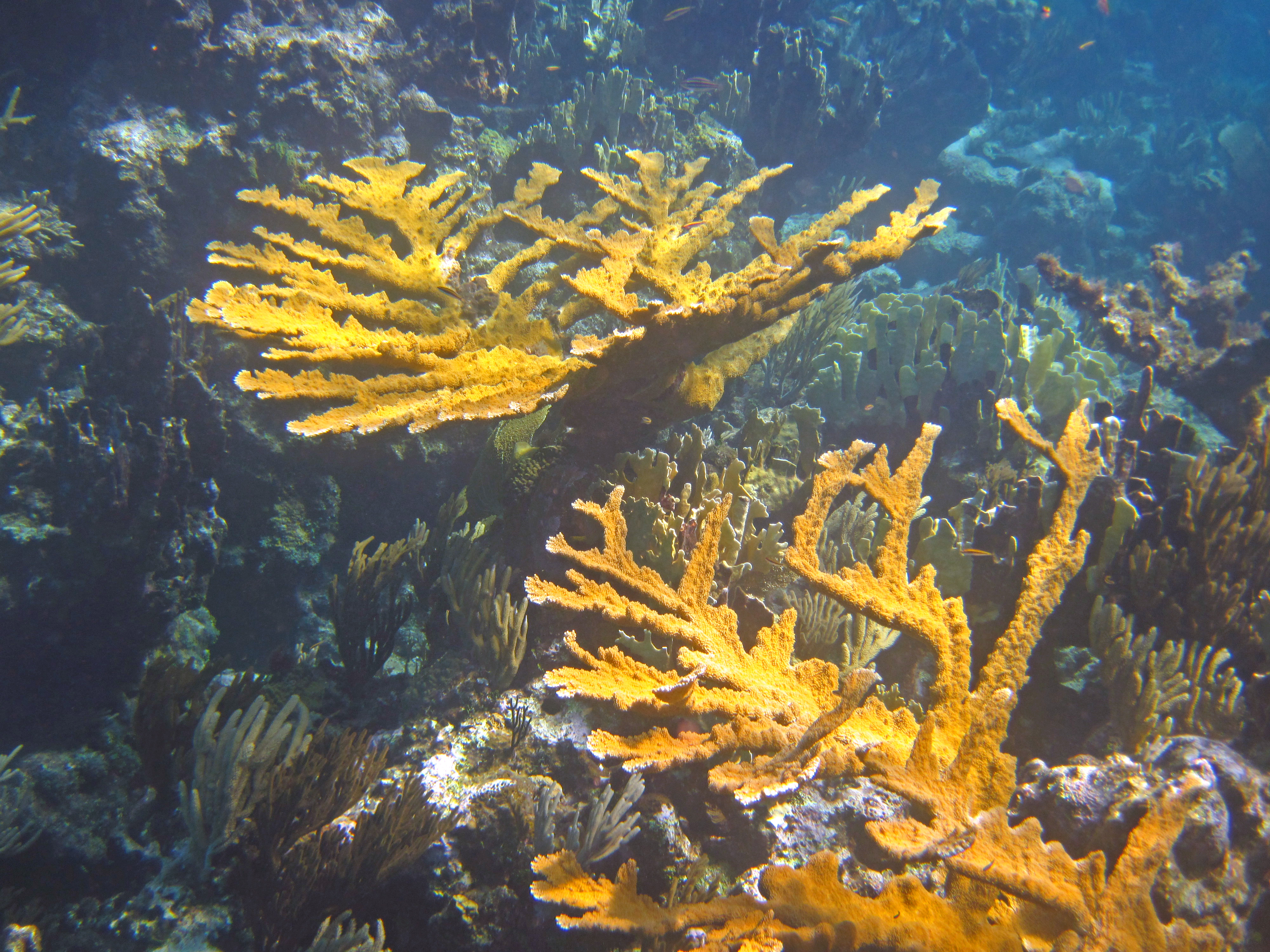
Acropora palmata
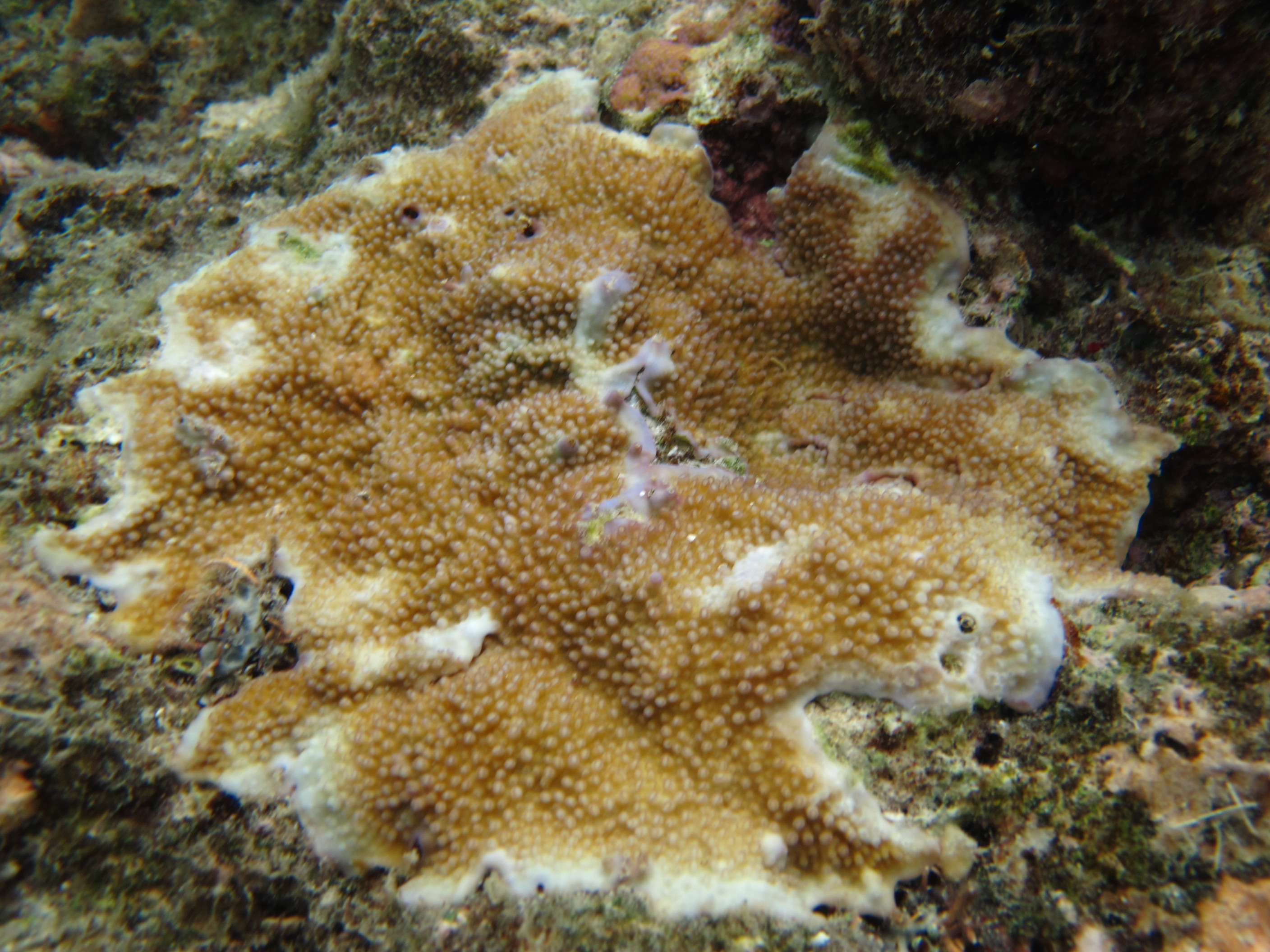
Acropora palmerae
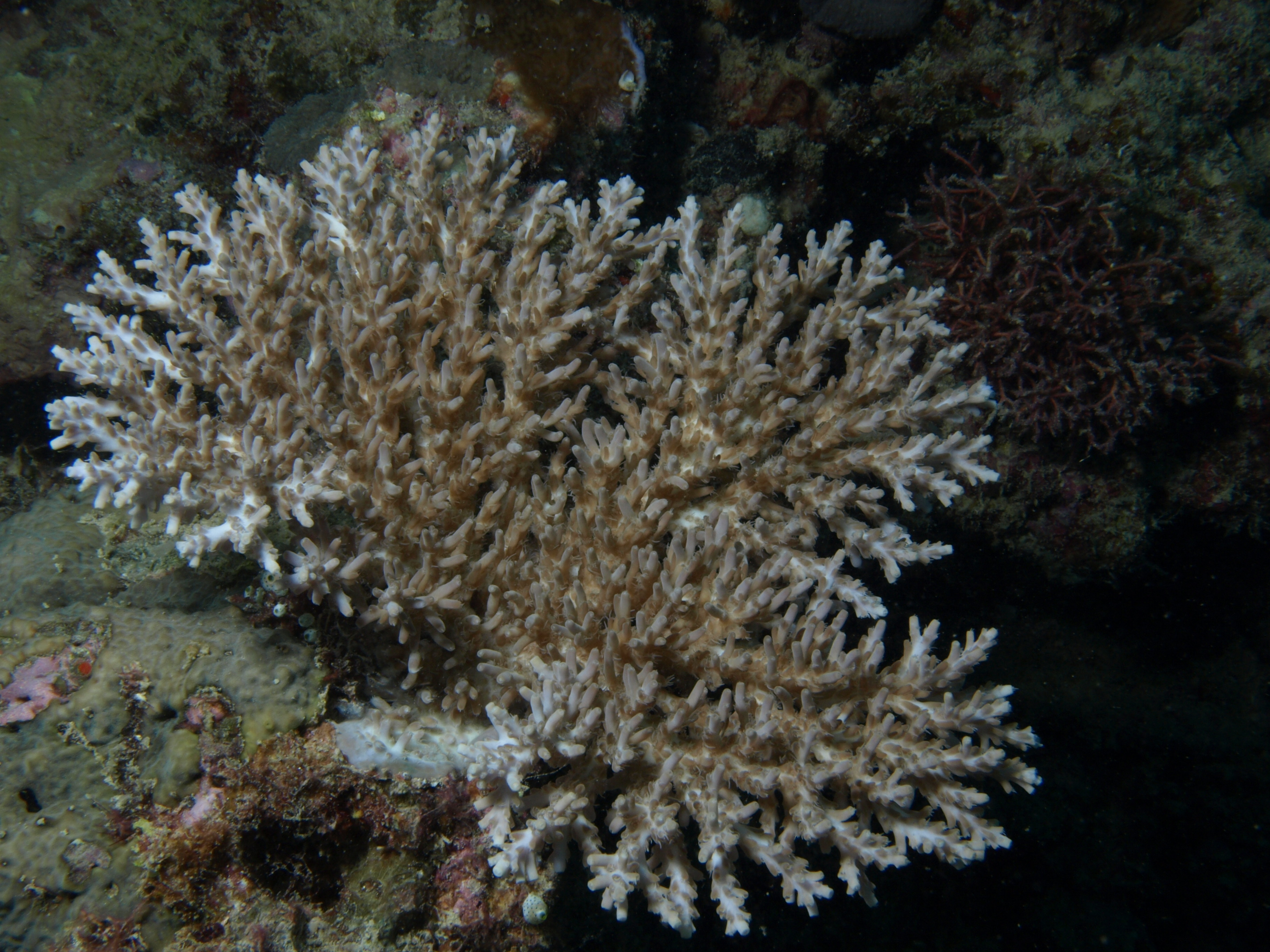
Acropora paniculata
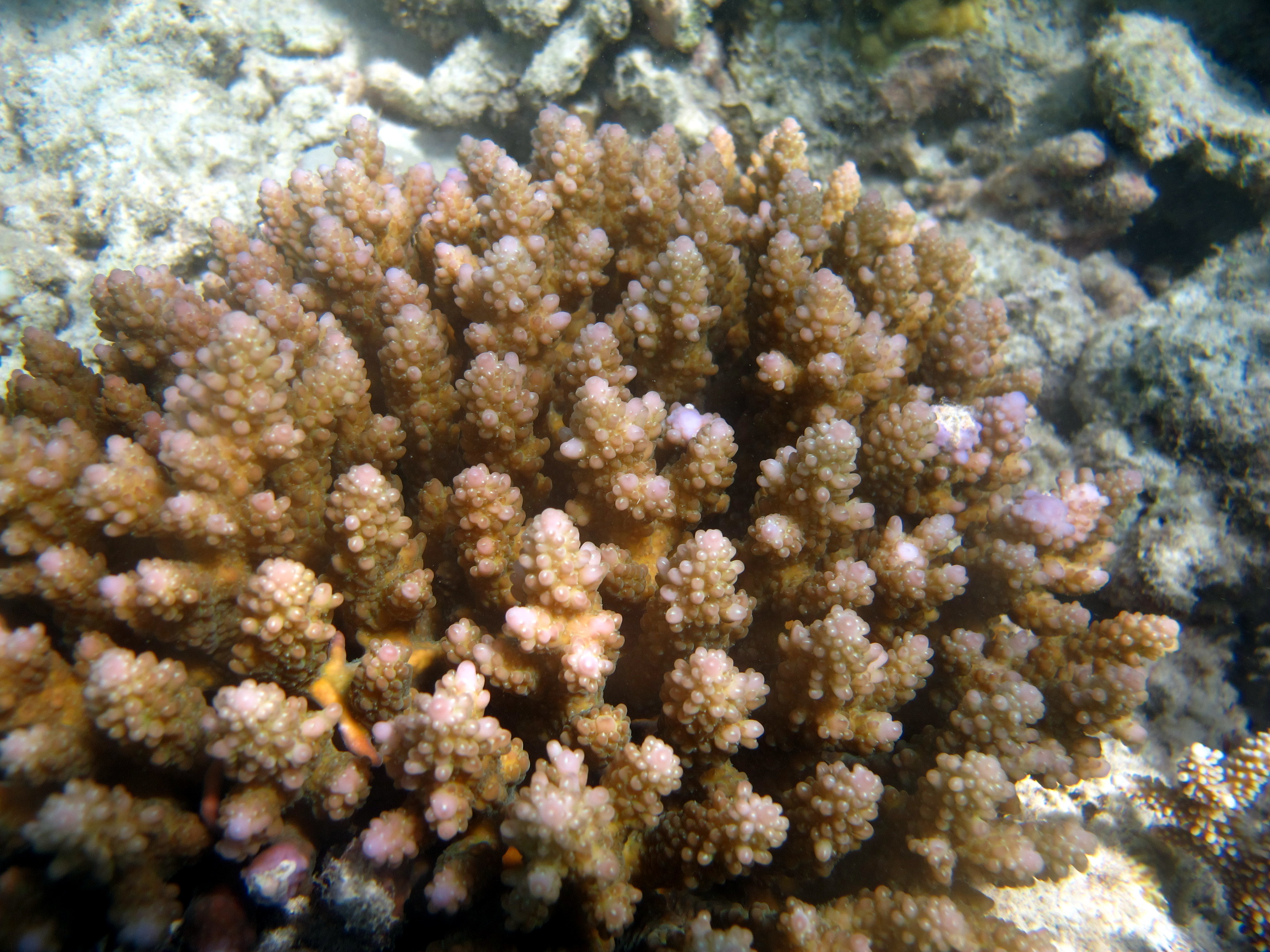
Acropora polystoma
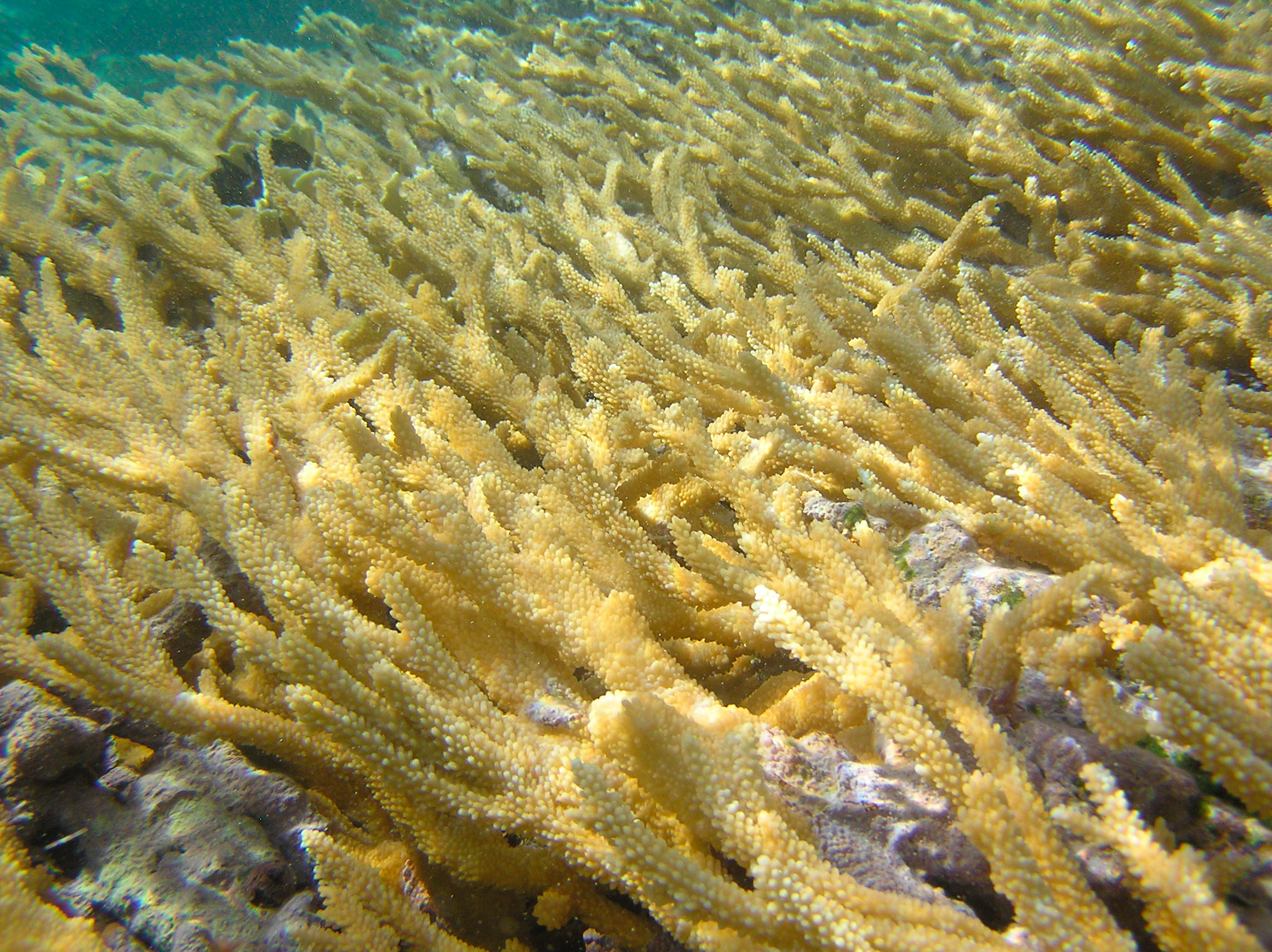
Acropora prolifera
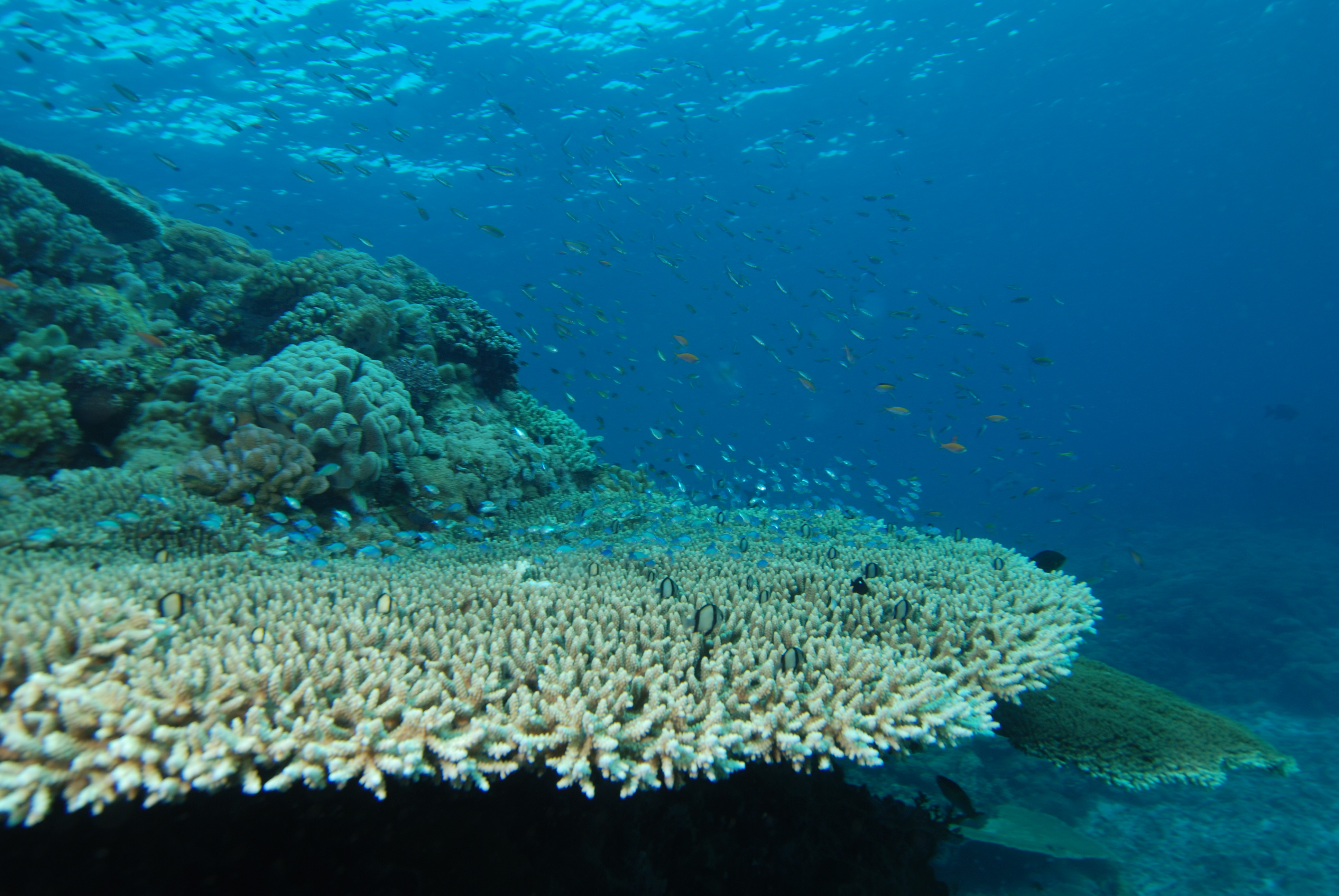
Acropora pulchra
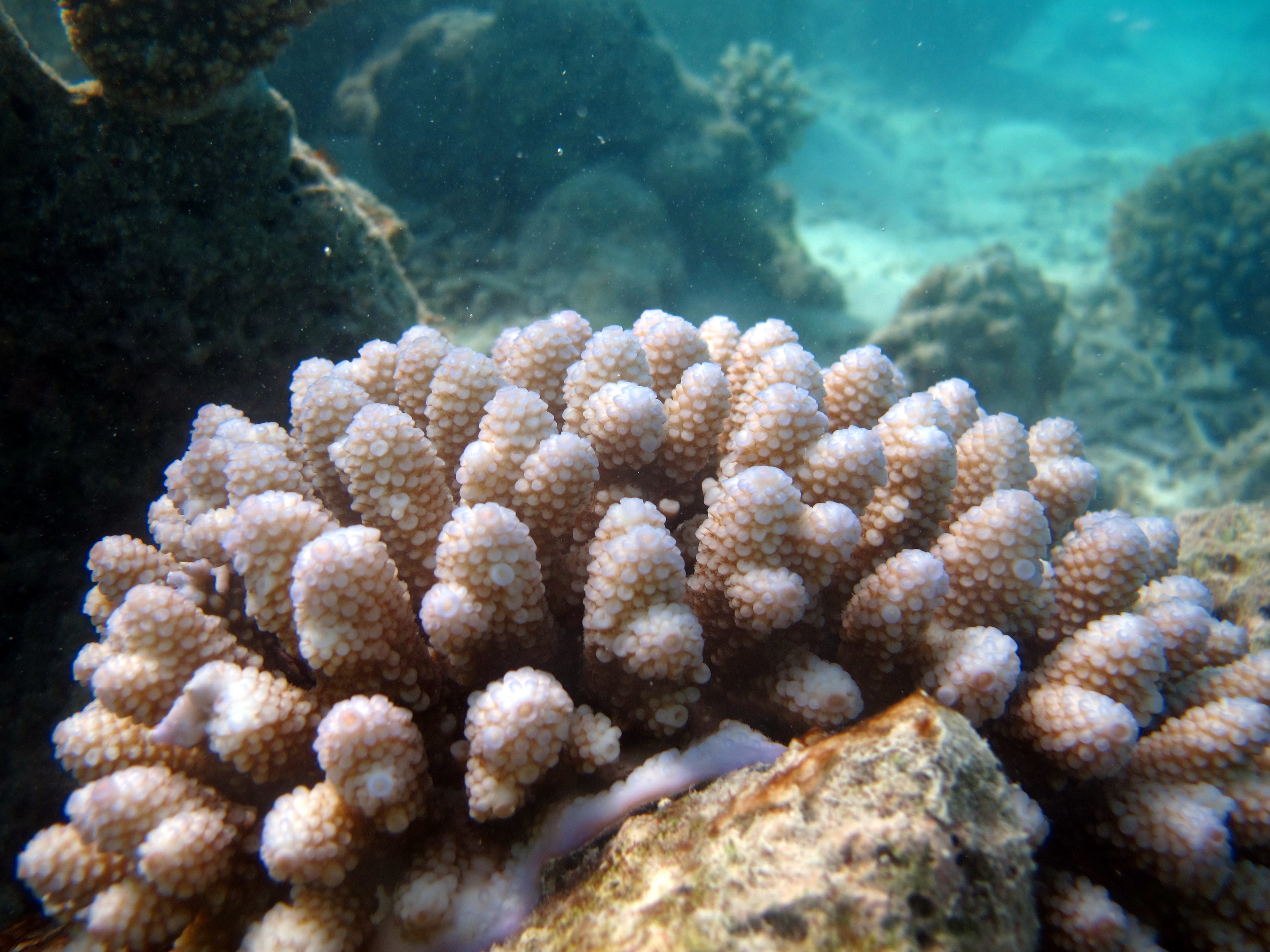
Acropora retusa
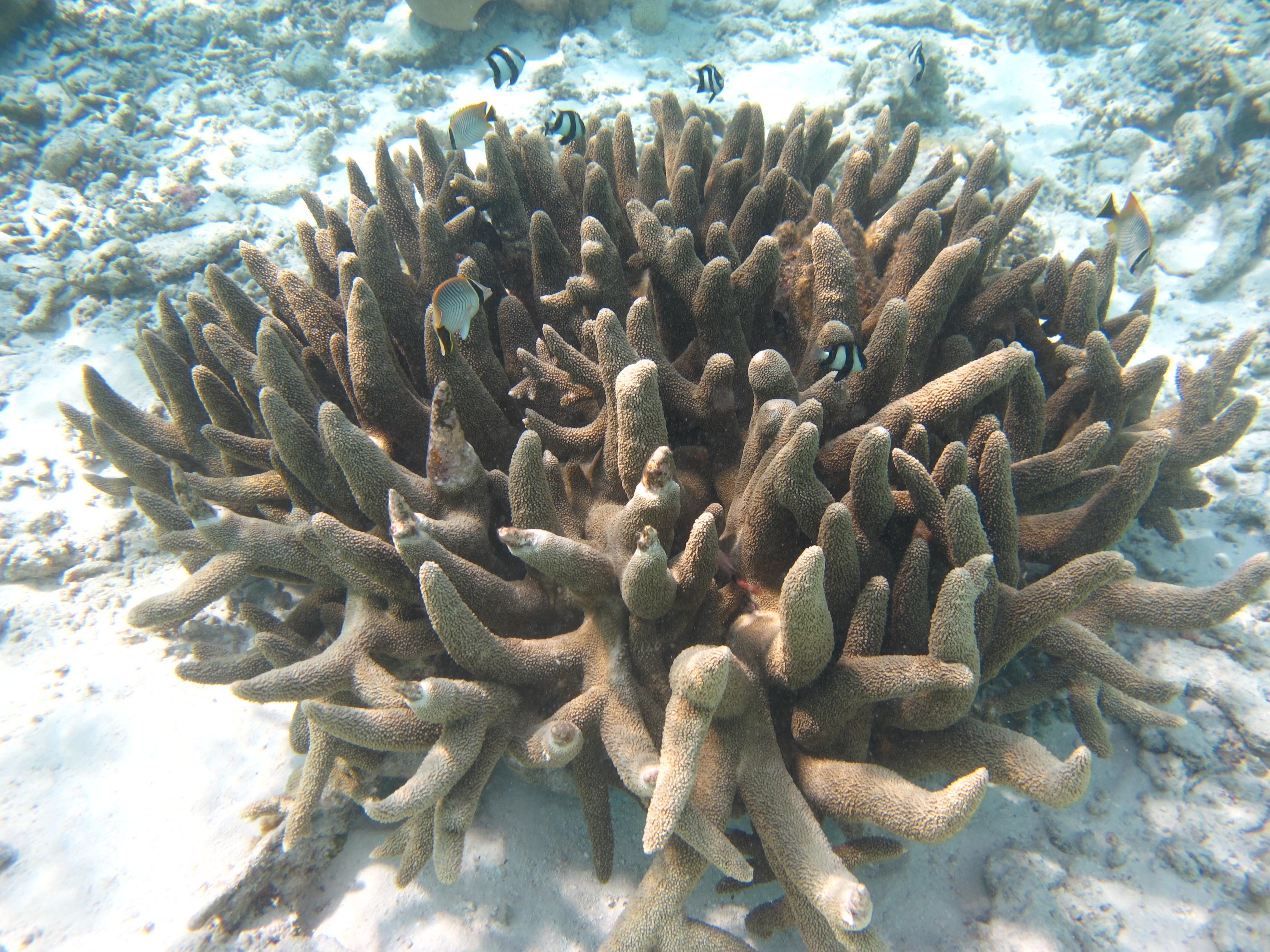
Acropora robusta
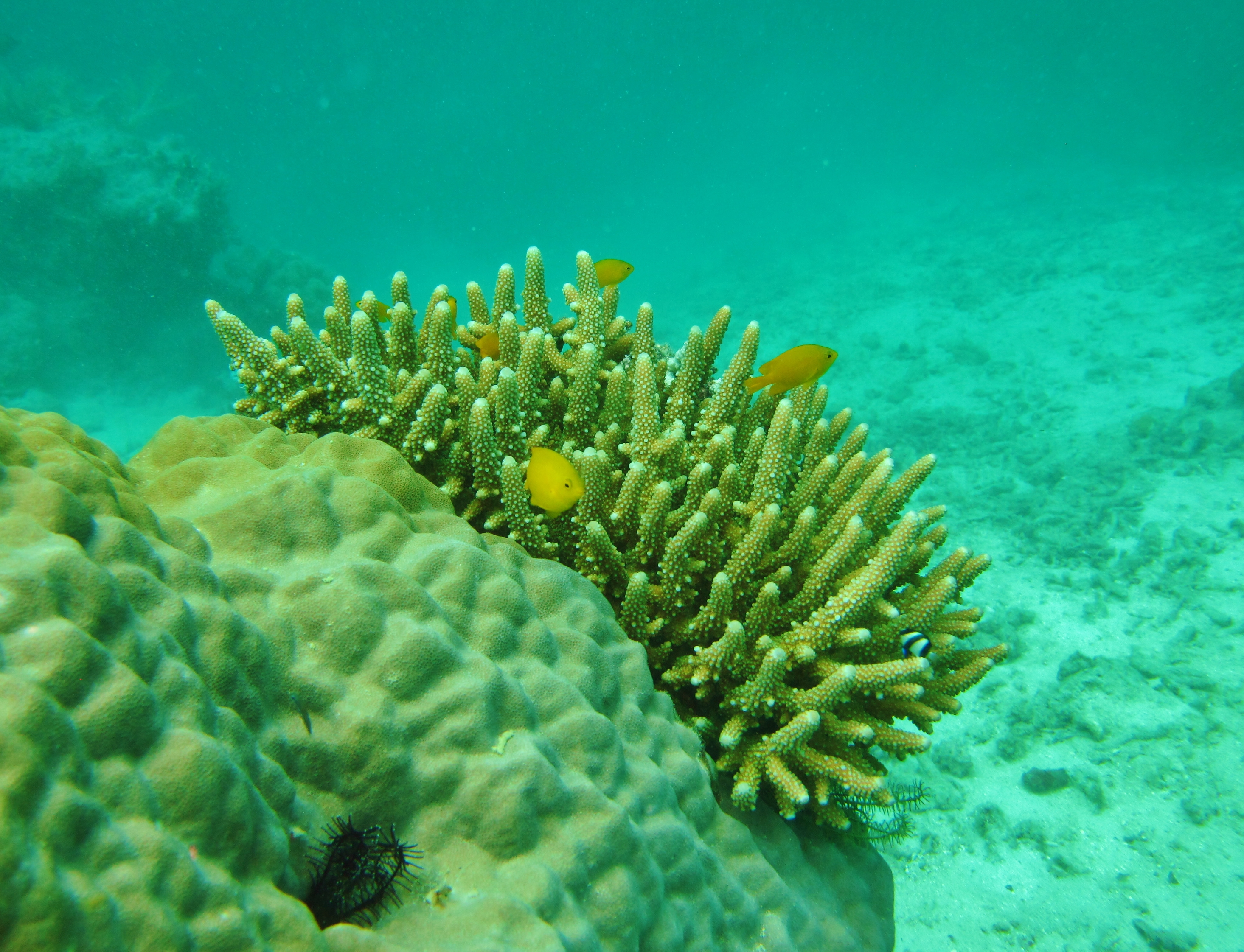
Acropora samoensis
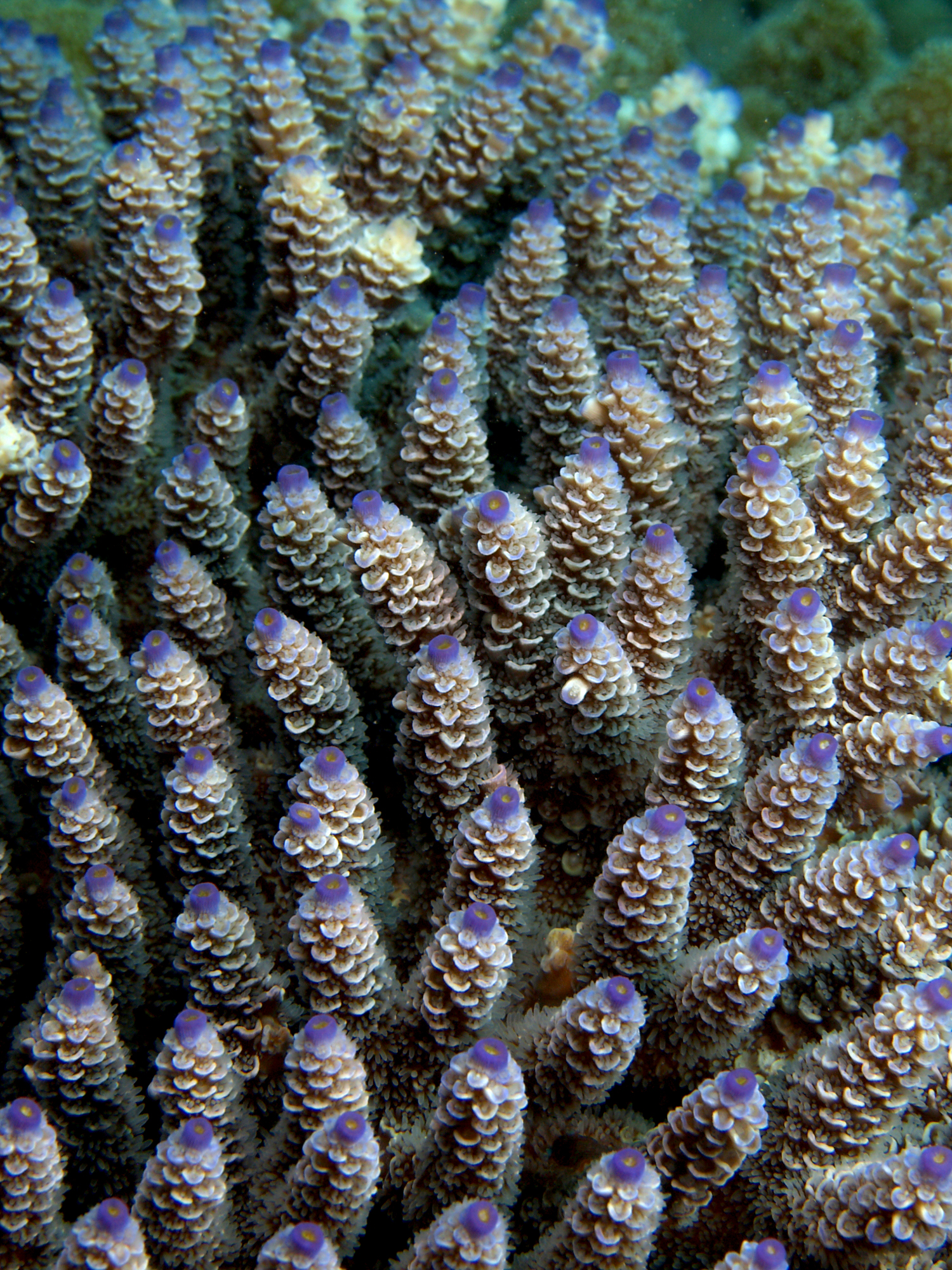
Acropora secale
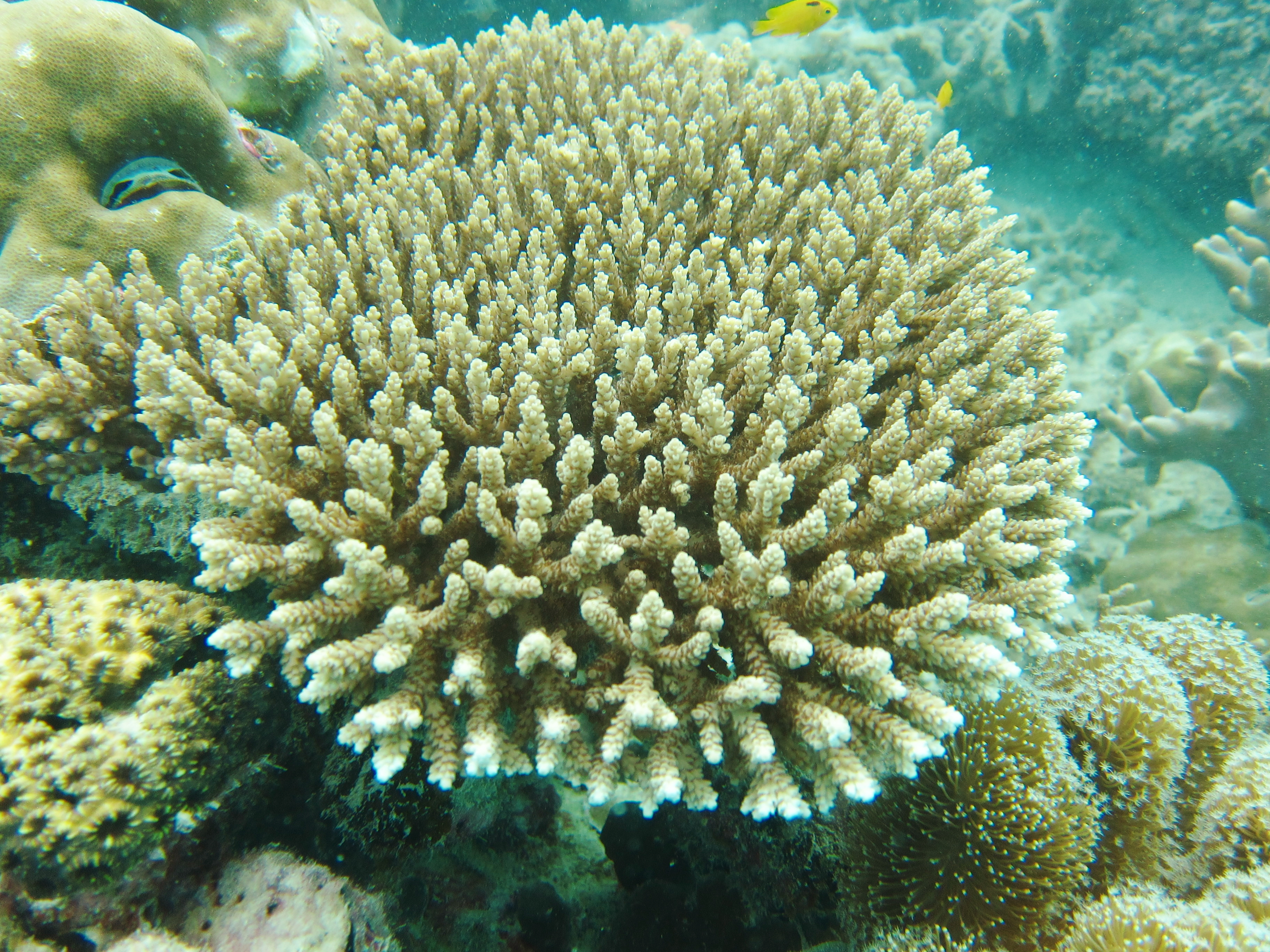
Acropora selago
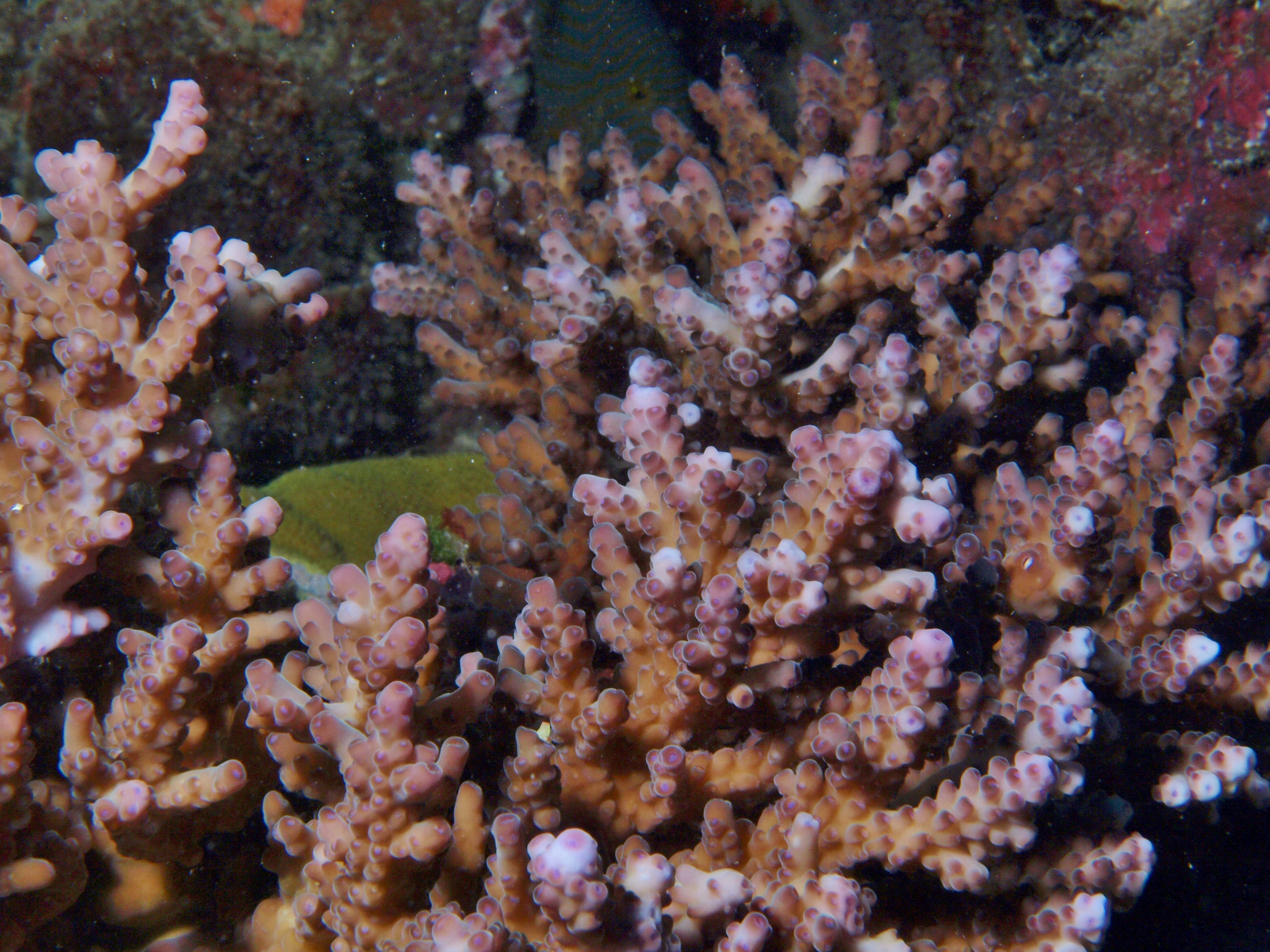
Acropora solitaryensis
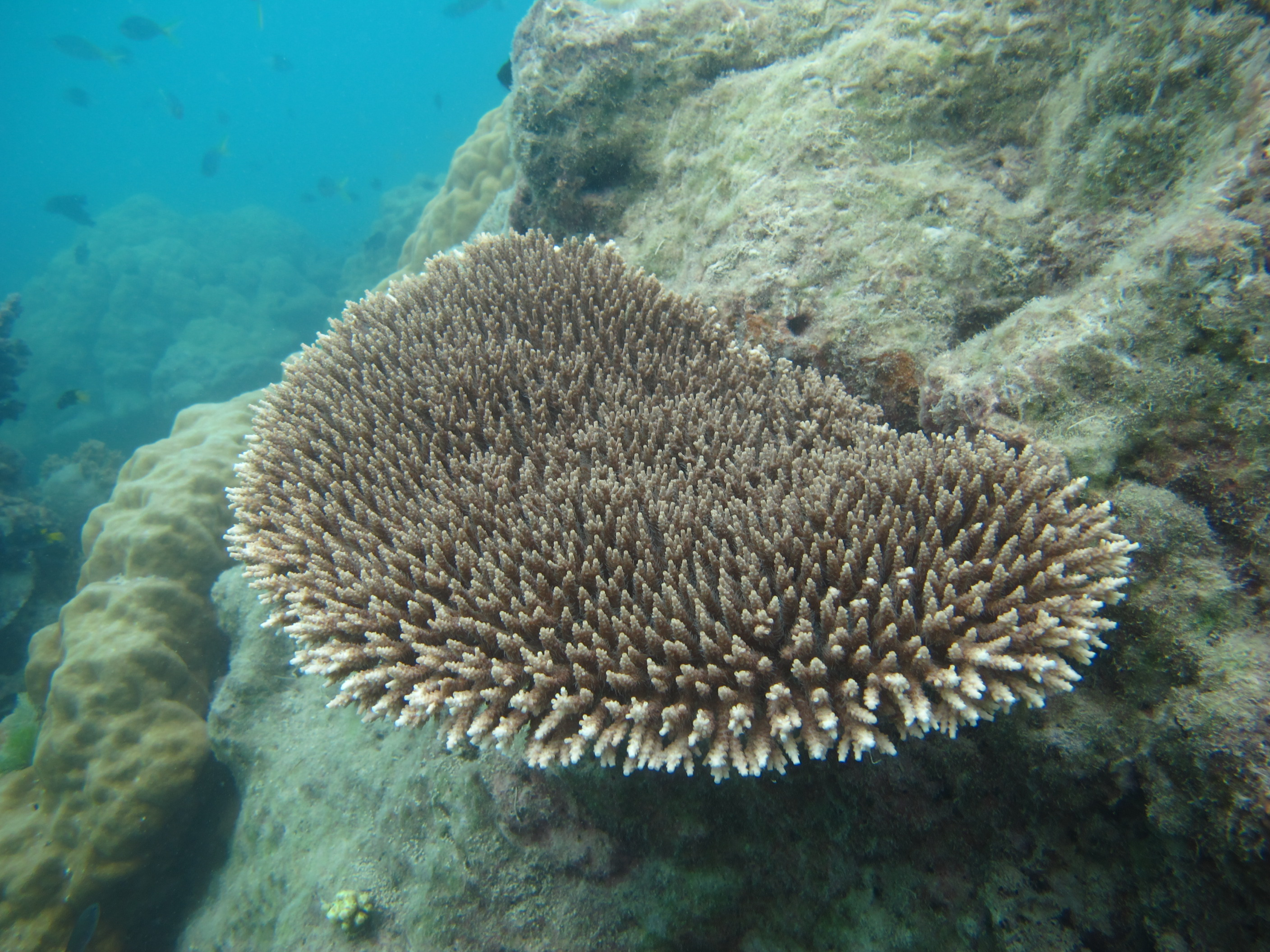
Acropora subulata
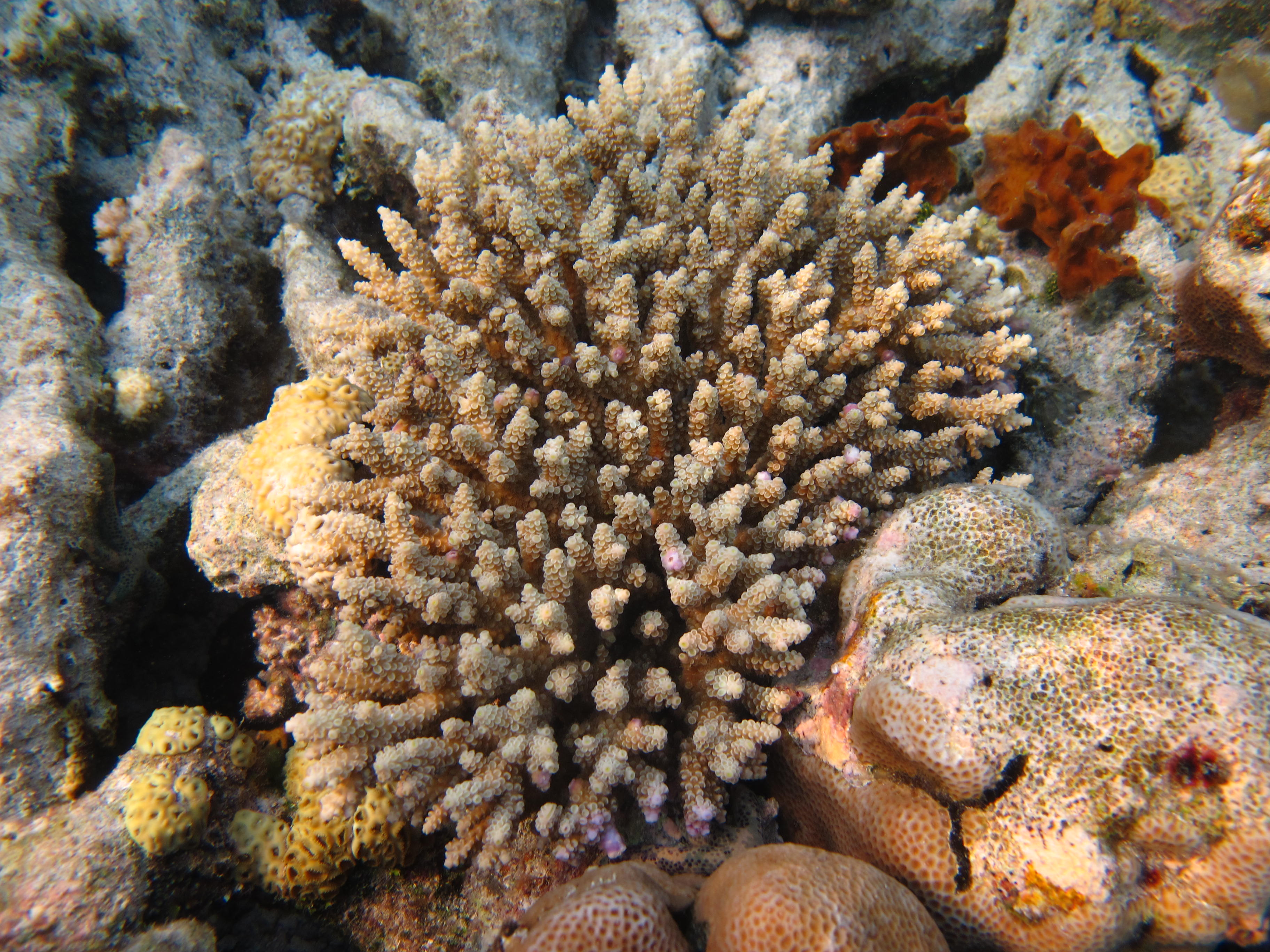
Acropora tenuis
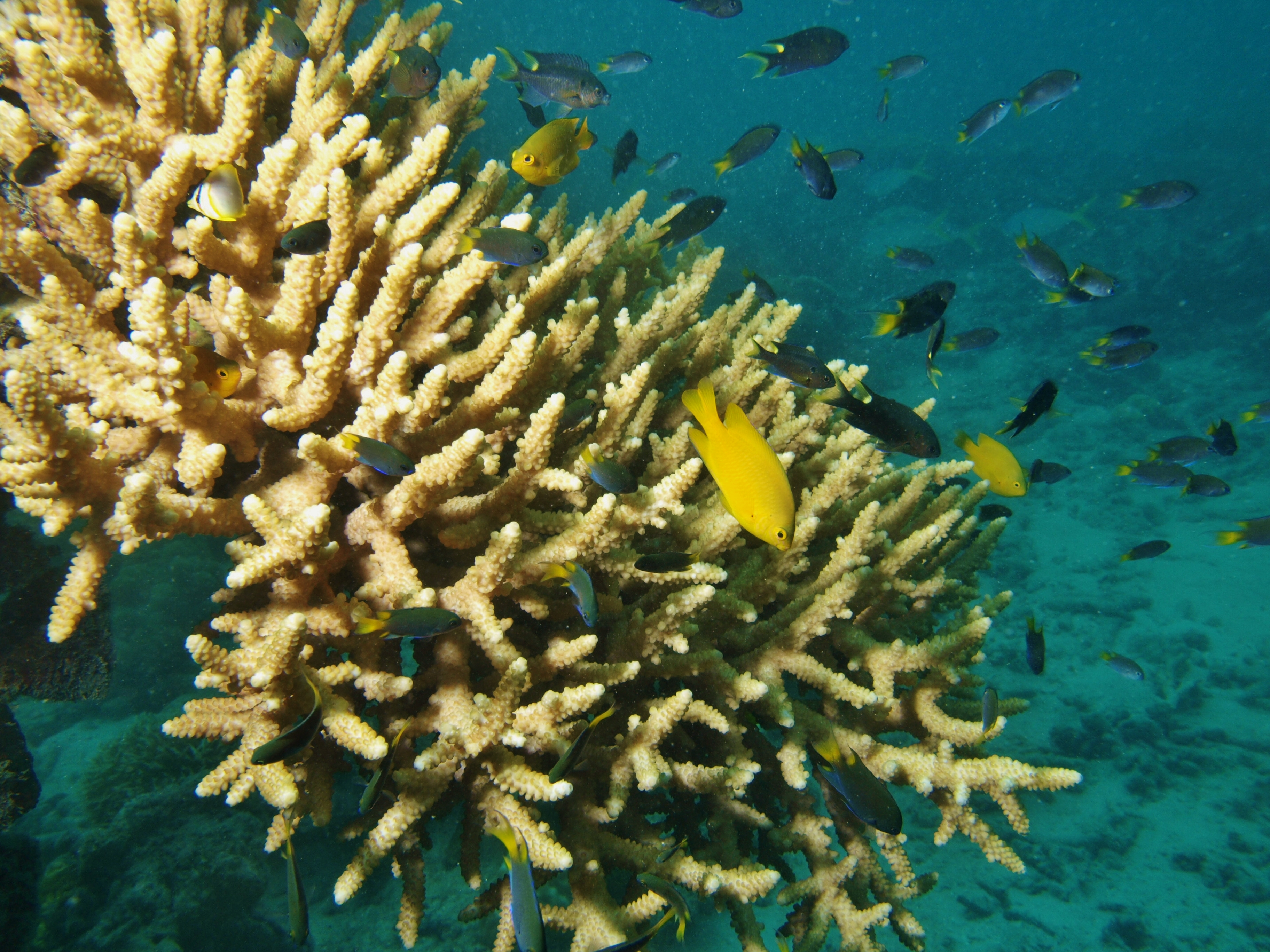
Acropora valenciennesi
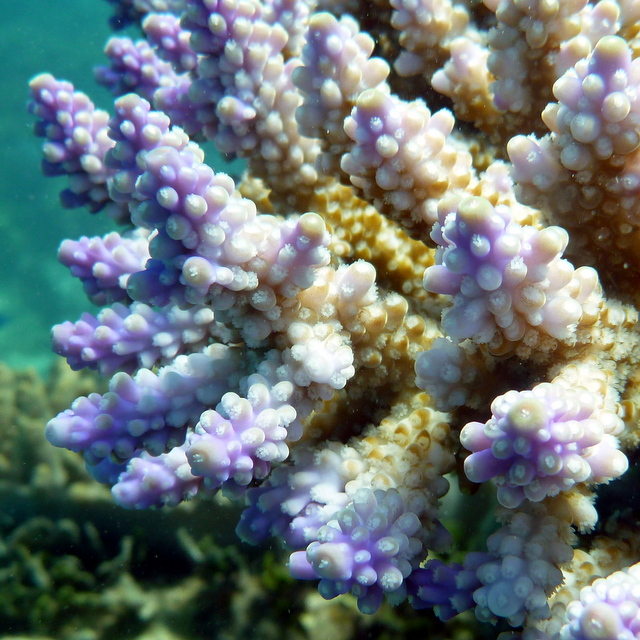
Acropora valida
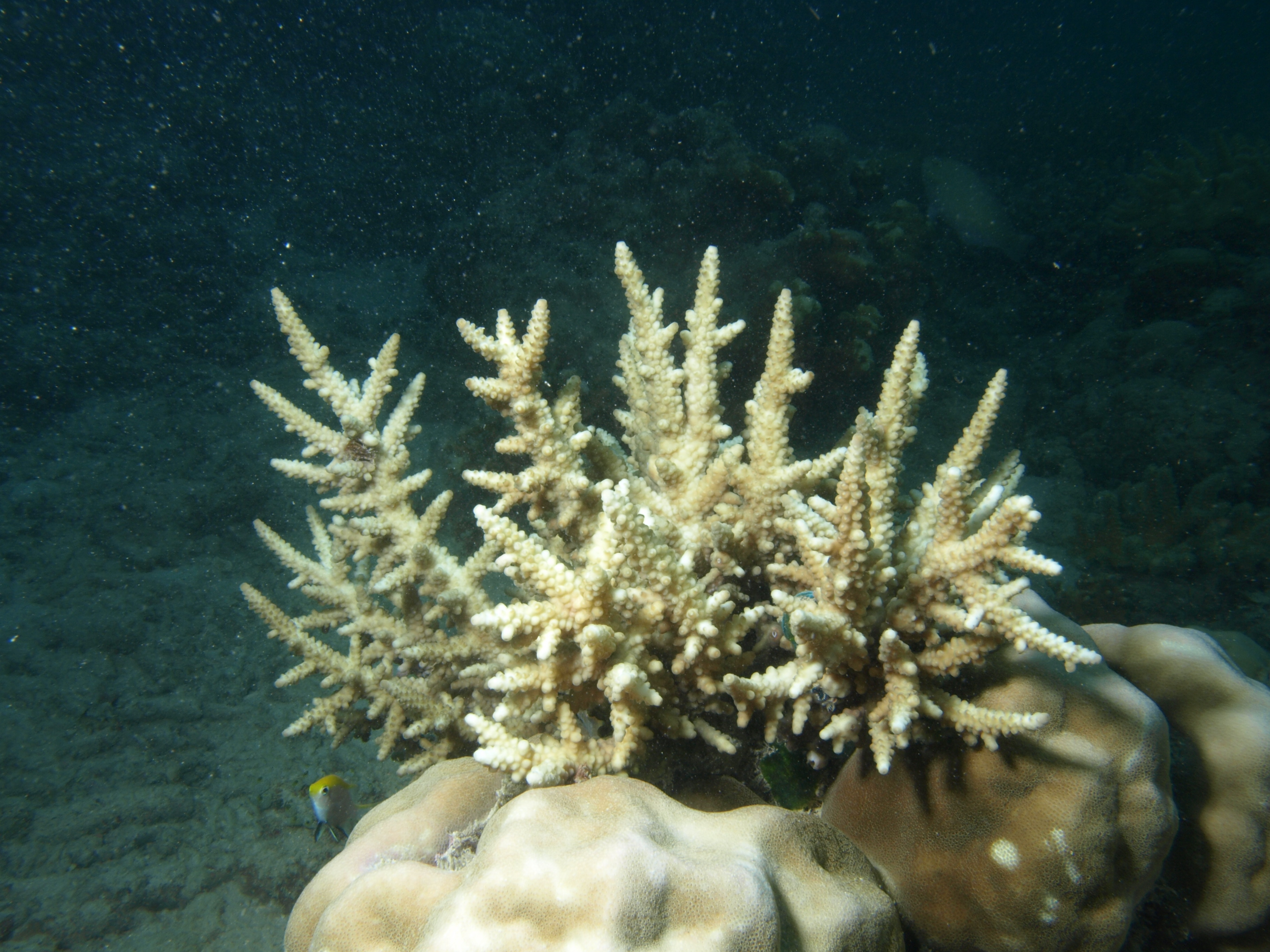
Acropora vaughani
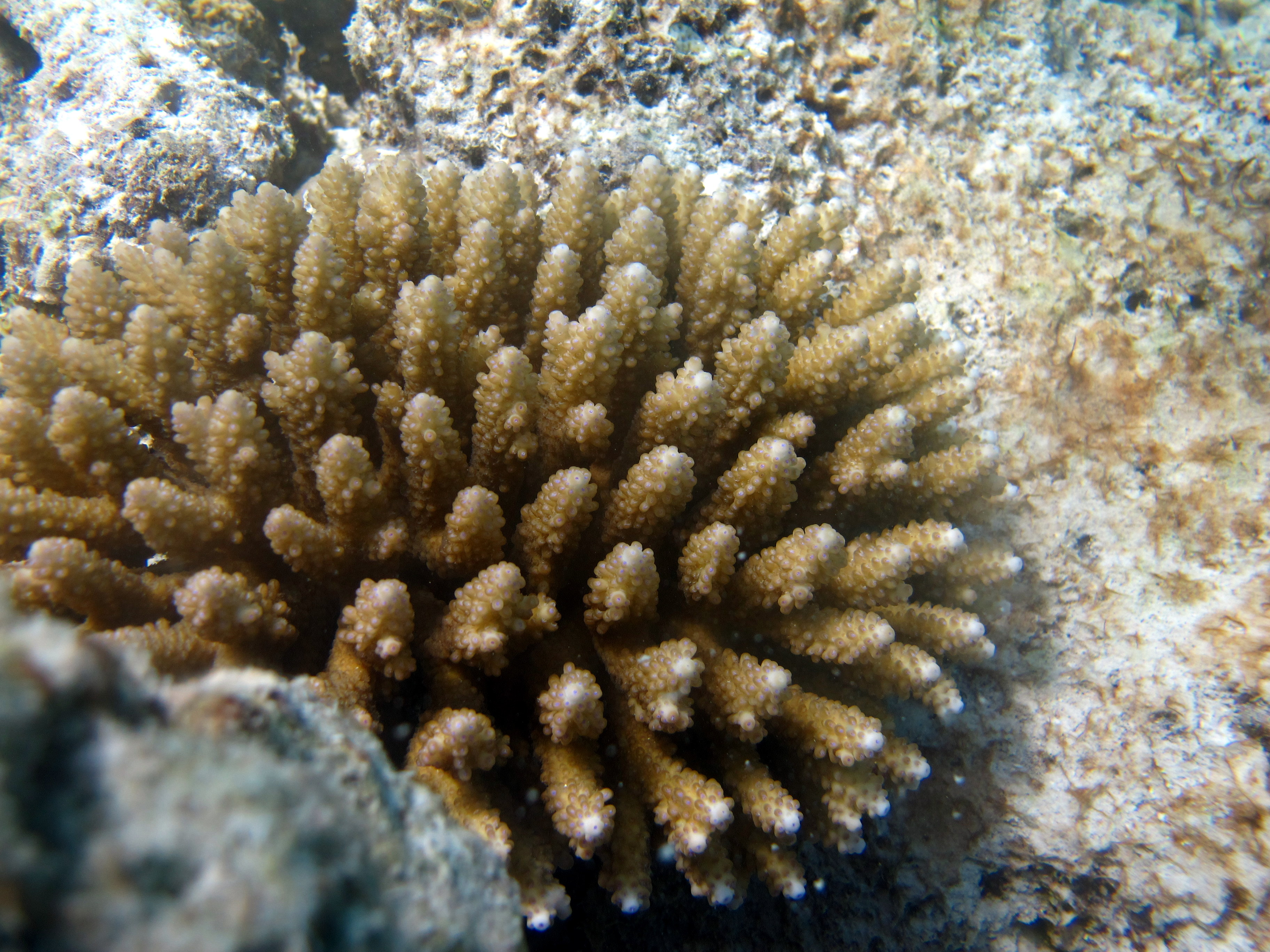
Acropora verweyi
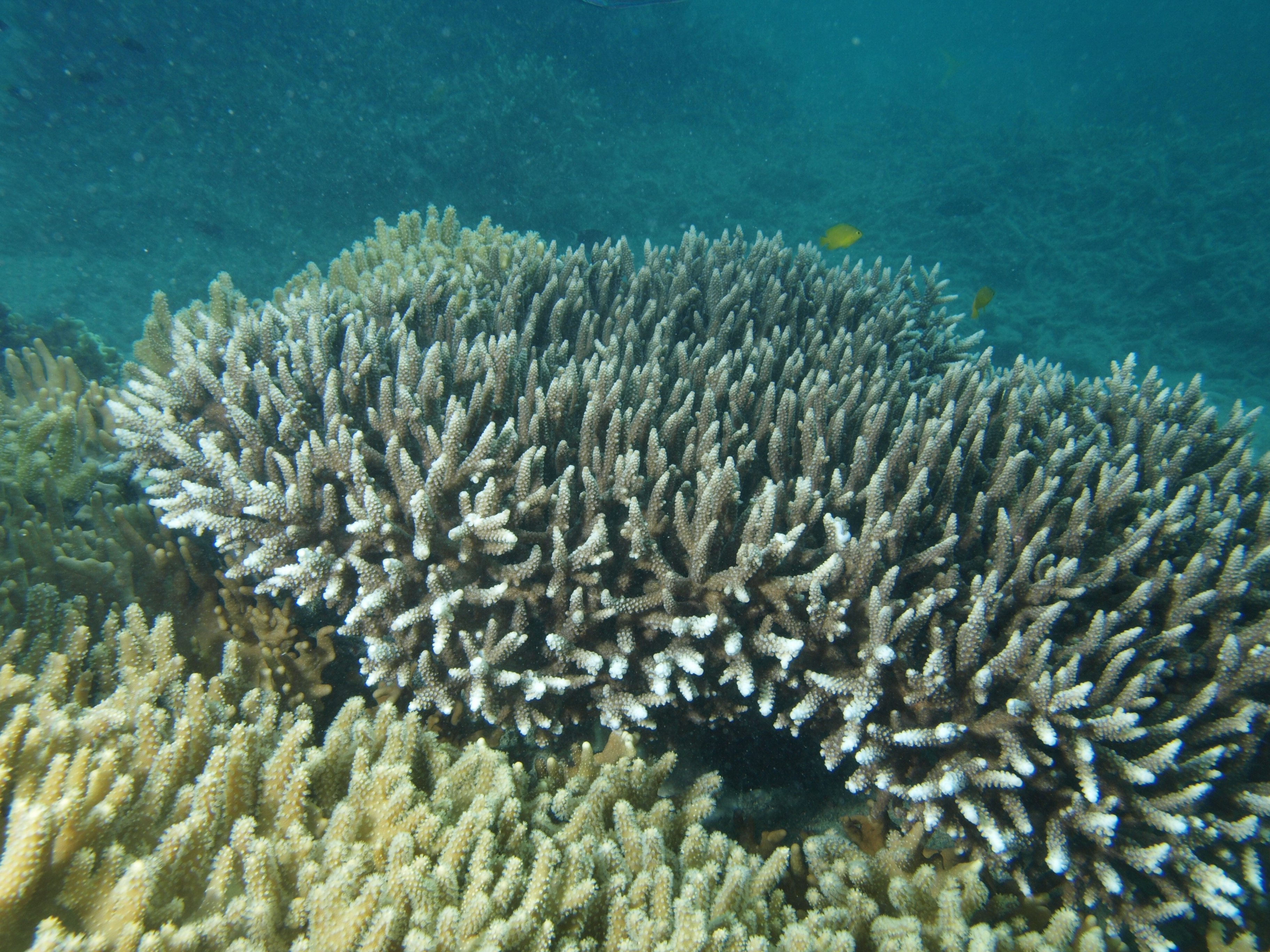
Acropora yongei

## Morfología

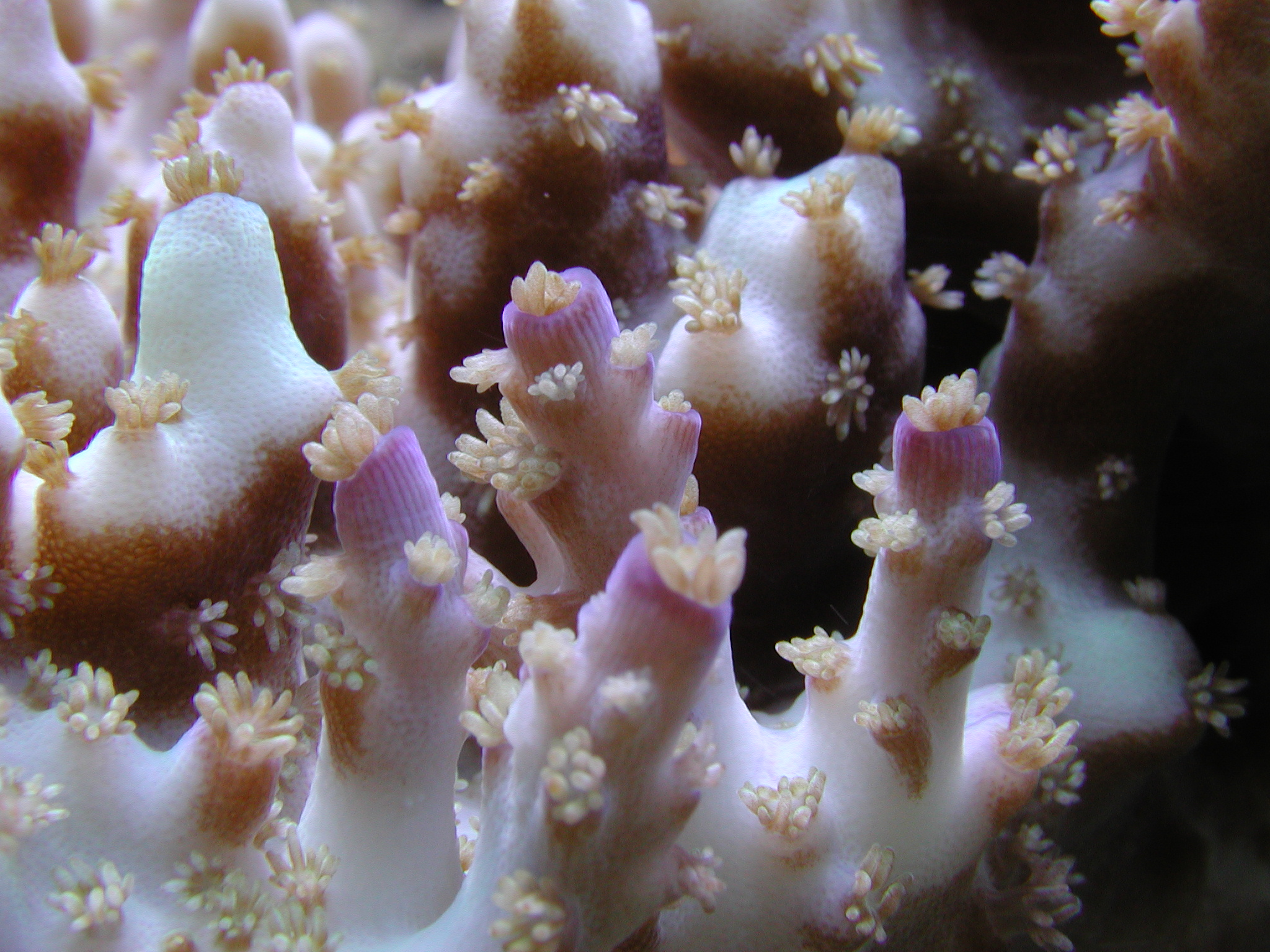
Pólipos de un Acropora saliendo de los coralitos.

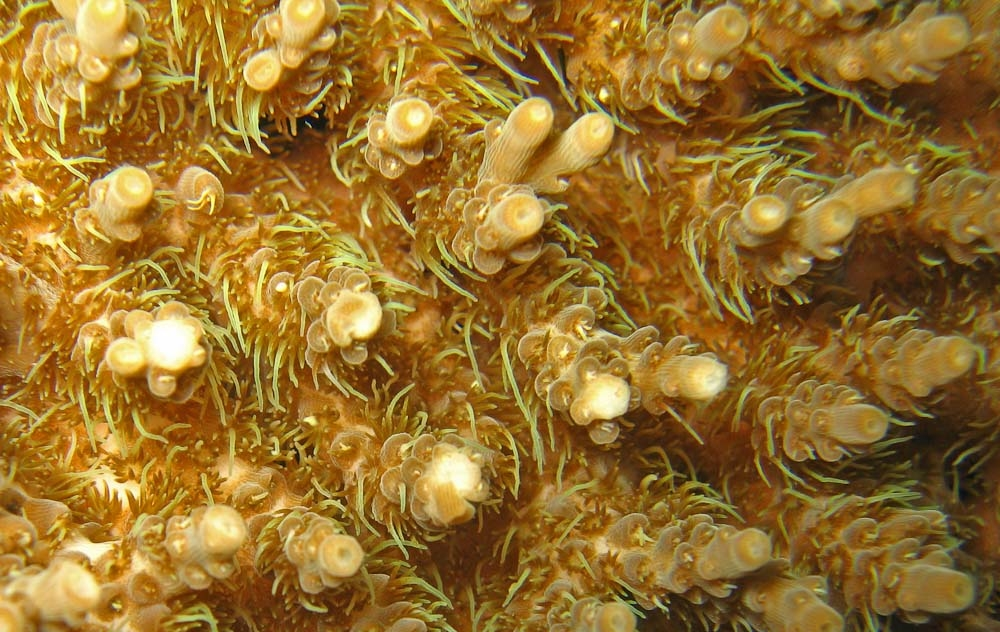
A. millepora con tentáculos expandidos

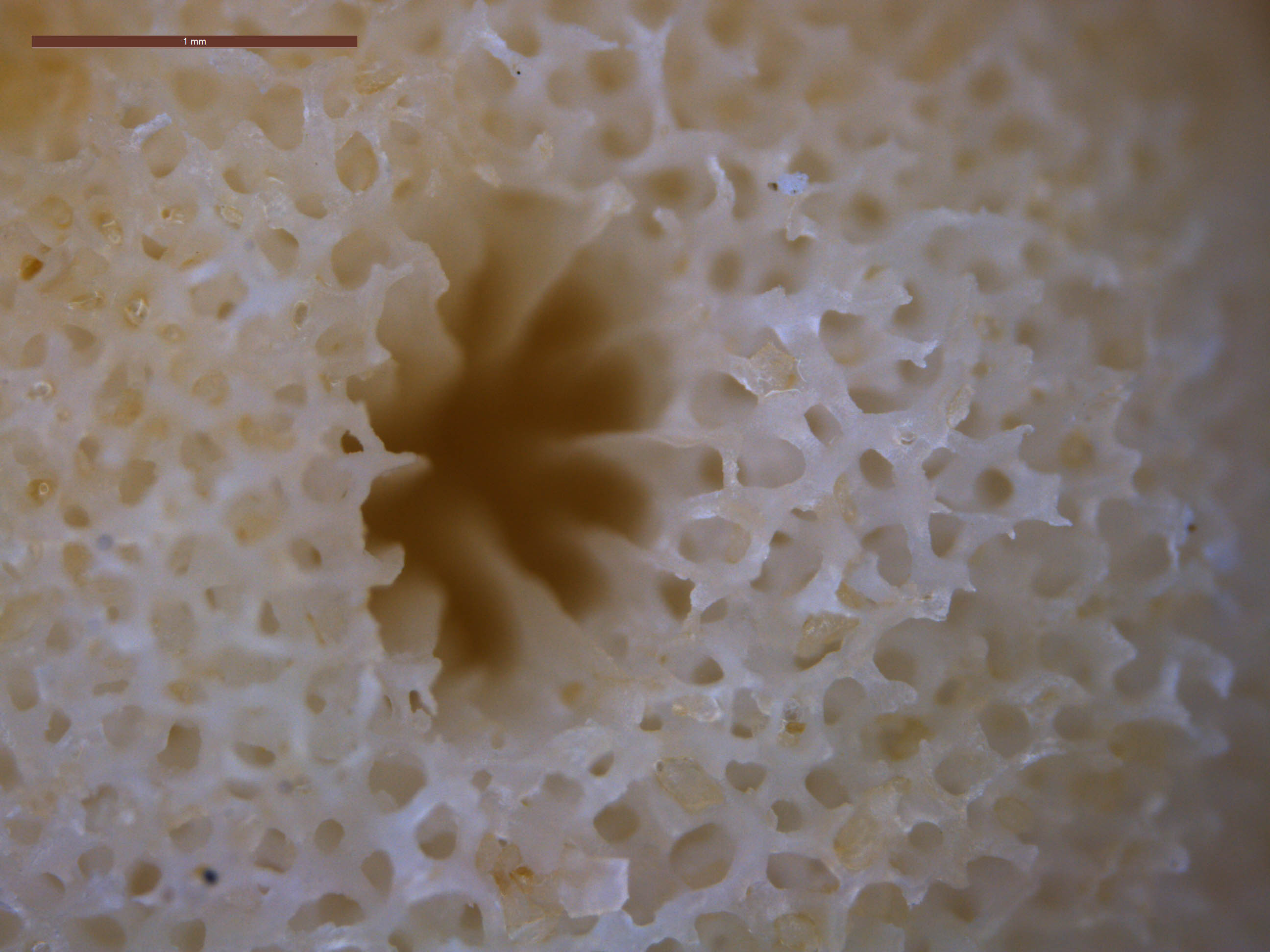
Coralito y coenosteum, o parte común del esqueleto colonial, de A. humilis

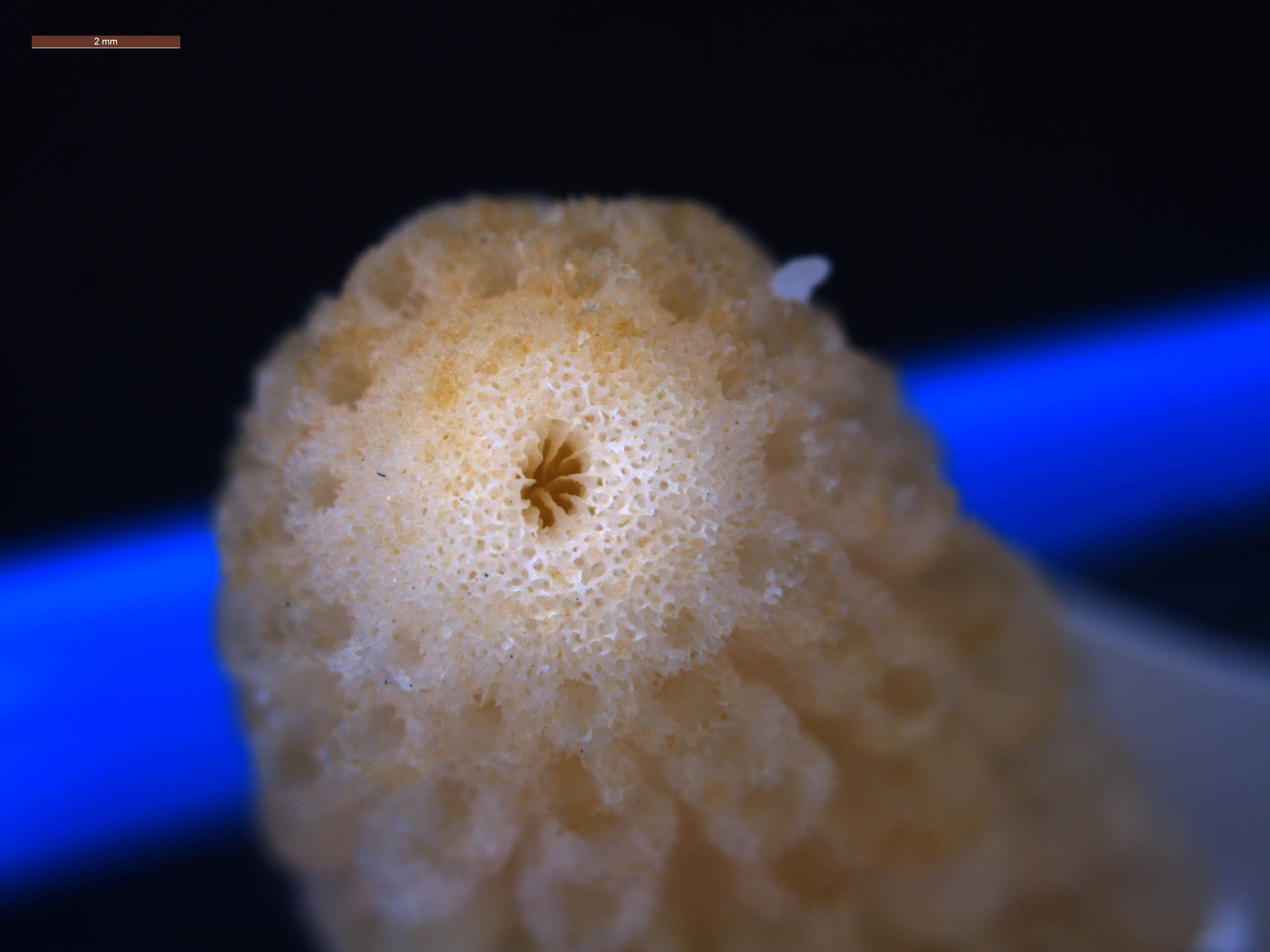
Coralito axial de Acropora humilis

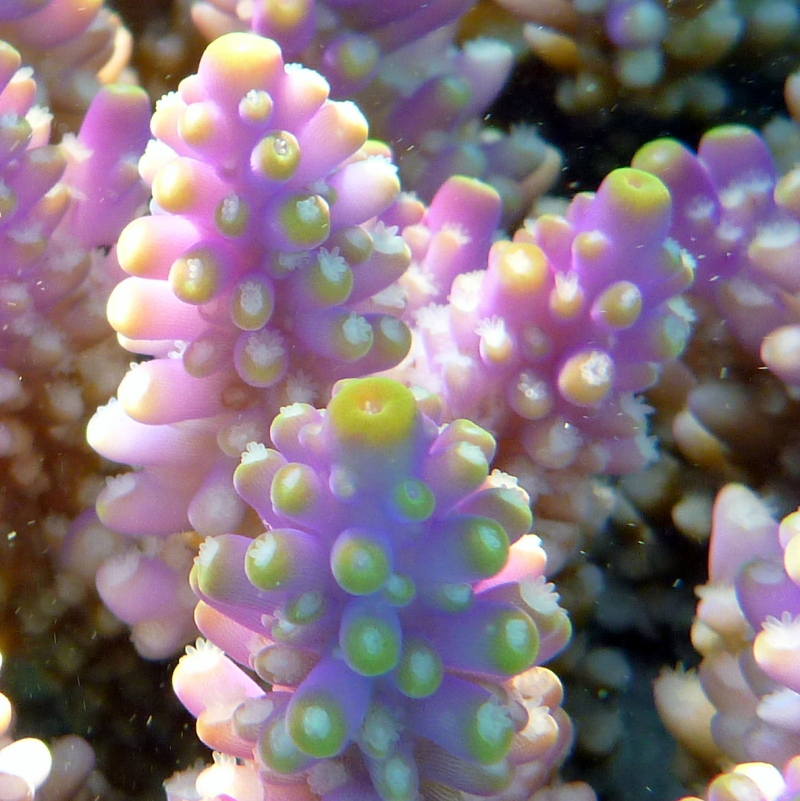
Acropora valida, comúnmente llamada "acropora tricolor"

Cualquier especie de Acropora puede variar su forma de crecimiento por su localización, condiciones ambientales, edad, tamaño, estación, etc. Así pues, la forma de crecimiento de la colonia de Acropora que se pretenda identificar, puede tener o no una forma de crecimiento típica de la especie, lo cual hace muy difícil su identificación, que por lo general solo puede hacerse bajo el microscopio observando el esqueleto. 
Pueden crecer en alguna de las siguientes formas:
- Digitada: las colonias tienen ramas cortas, que no se dividen ni anastomosan (como los dedos de una mano).
- Hispidosa: las colonias tienen numerosas pequeñas ramas laterales que se proyectan hacia afuera de la rama principal.
- Corimbosa: las colonias consisten en ramas horizontales que se anastomosan y cortas sub-ramas verticales.
- Plato o mesa: colonias planas con un pie central o ladeado.
- Arborescente: ramas con forma de árbol.
- Caespitosa: las colonias son espesas y las ramas se anastomosan semejantemente en tres dimensiones.
- Masiva: colonias sólidas y similares en todas las dimensiones

Los pólipos de la Acropora son muy pequeños y presentan 12 tentáculos normalmente, aunque pueden tener hasta 24. Los tentáculos poseen unas células urticantes denominadas nematocistos, empleadas en la caza de presas microscópicas de plancton. 
Su coloración varía según la especie y las condiciones ambientales de ésta. El color de cada espécimen se debe a la combinación del color marrón de las zooxantelas, y los pigmentos contenidos en sus tejidos. En el caso de A. digitifera y A. muricata, por ejemplo, los pigmentos proteínicos azul y rosa que presentan les son característicos.

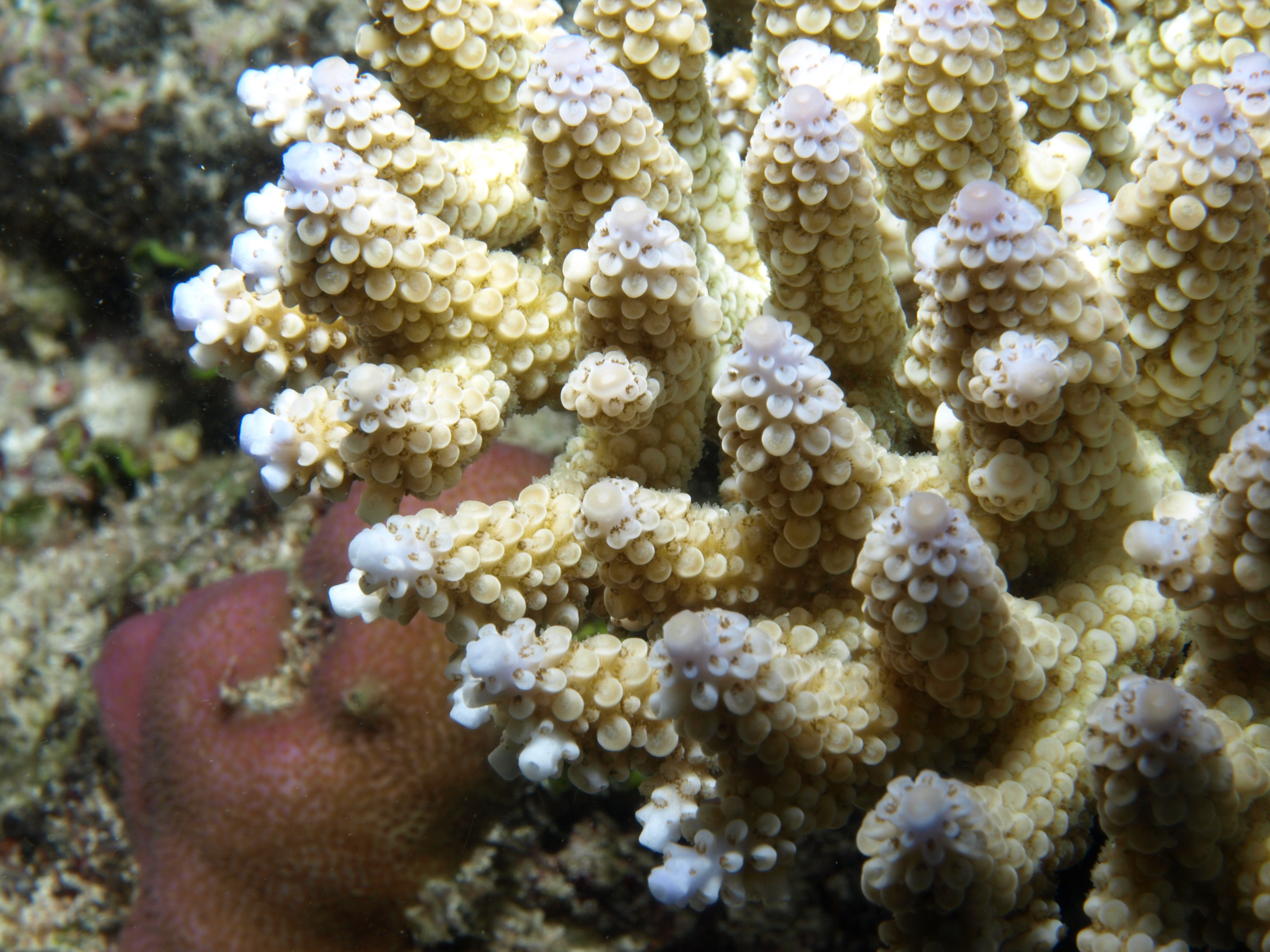
A. digitifera
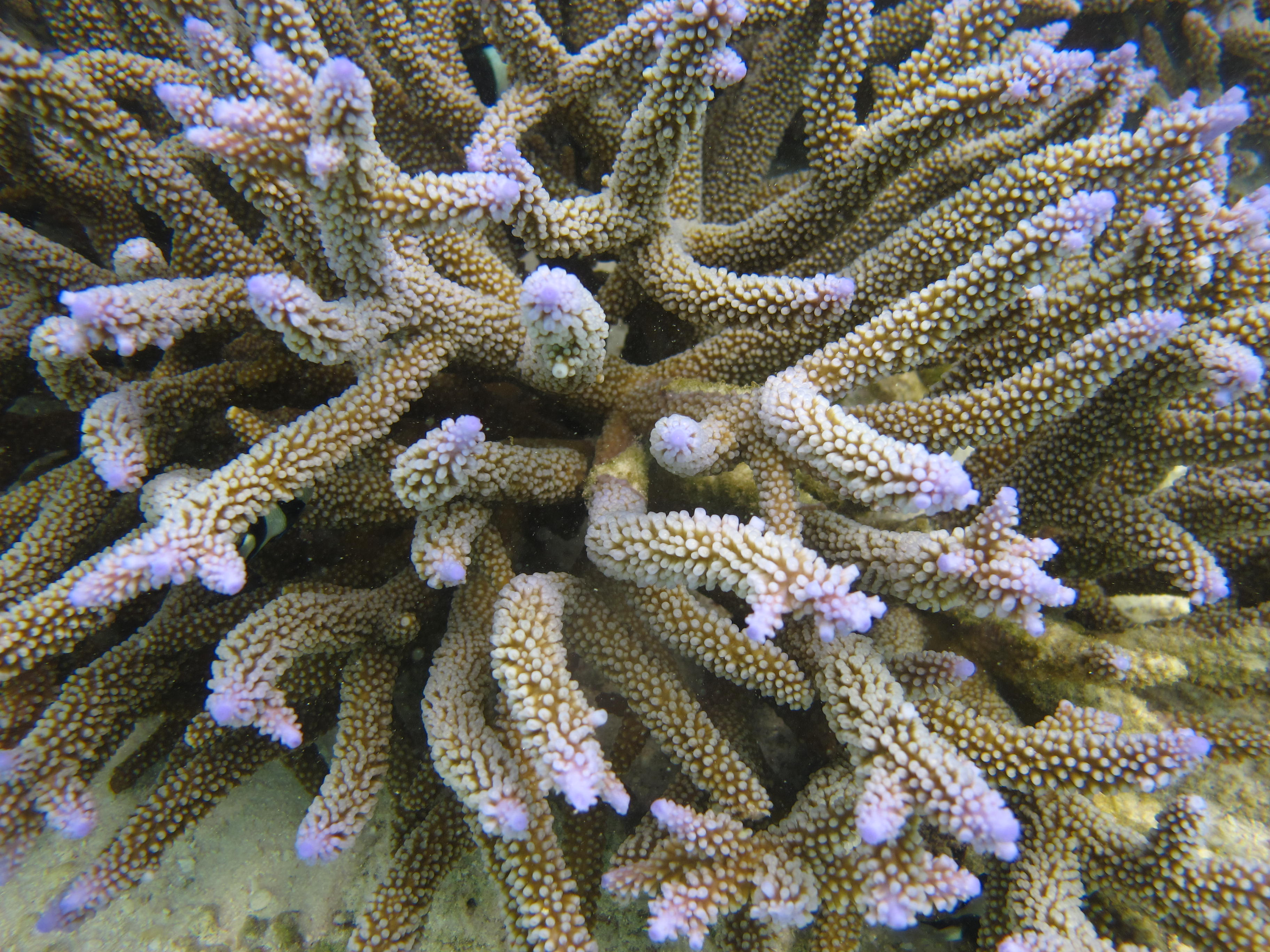
A. muricata

Estos pigmentos azul y rosa, observados también en la familia Pocilloporidae, no son fluorescentes, mientras que otros pigmentos detectados color marrón oscuro o verdoso, van asociados con frecuencia a gránulos fluorescentes. Se han detectado gránulos fluorescentes en las especies A. palifera, A. muricata, A. horrida, A. hyacinthus, A. millepora, A. humilis, A. valida y A. intermedia, habiendo constatado altas concentraciones de estos pigmentos fluorescentes en individuos expuestos a alta intensidad lumínica.
La gama de colores abarca la práctica totalidad, siendo más comunes el marrón, verde, violáceo o azul.
El esqueleto es poroso y ligero, y se compone de las siguientes partes:
- Coralitos axiales: el coralito central que determina el eje o el crecimiento en un Acropora. Se suelen situar en el extremo final de cada rama, aunque los coralitos axiales, y coralitos axiales incipientes, se pueden formar también a lo largo de las ramas o en la superficie de Acropora, con forma de crecimiento incrustante o plato. Los situados al final de las ramas, en la mayoría de especies, son alargados y obvios.
- Coralitos radiales: coralitos periféricos a los lados de las ramas, o entre los coralitos axiales de Acroporas con forma de crecimiento incrustante o plato. Los coralitos están distribuidos muy compactos en la superficie de la colonia, tienen entre 2 y 3 mm de ancho, y sobresalen 2-3 mm de la superficie de las ramas.[7]
- Coenosteum: matriz del esqueleto que se encuentra entre los coralitos pero no forma parte de ellos (aunque habitualmente el límite no se puede distinguir).

## Hábitat y distribución
Suelen vivir en arrecifes localizados en los mares tropicales (a una latitud situada entre 30ºN y 20ºS), en zonas poco profundas, 0 a 40 m, bien iluminadas y cercanas a las costas. Aunque también se encuentran en lagunas y zonas protegidas del arrecife, mayoritariamente se dan en zonas de fuertes corrientes.
Se distribuyen en todo el Indo-Pacífico tropical, desde las costas orientales de África hasta las costas americanas del Pacífico. En el océano Atlántico ocurren en la costa americana tropical, y tan sólo 3 especies: A. cervicornis, A. palmata y A. prolifera.

## Alimentación

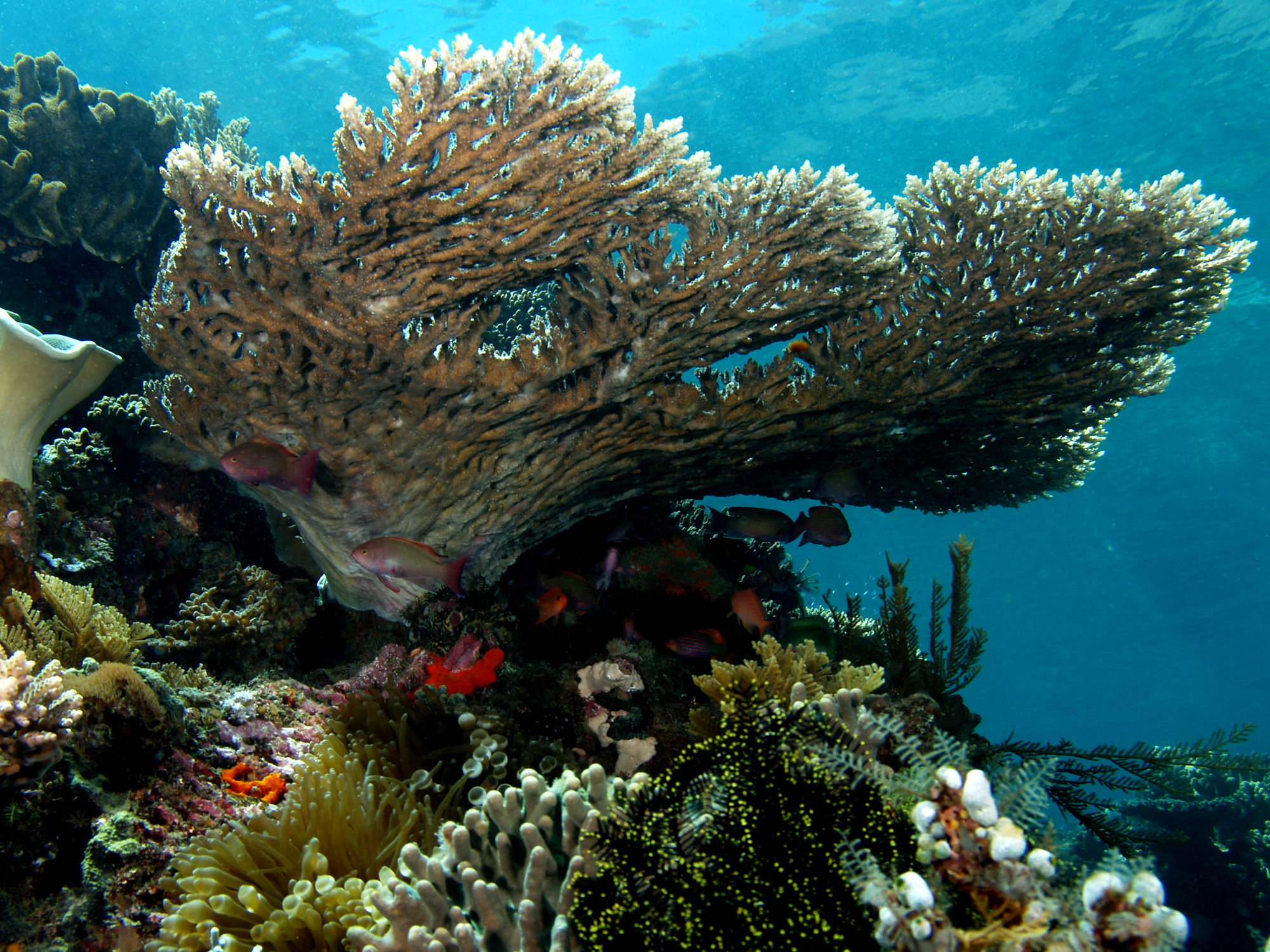
Acropora latistella.

Los pólipos contienen algas simbióticas llamadas zooxantelas. Las algas realizan la fotosíntesis produciendo oxígeno y azúcares, que son aprovechados por los pólipos, y se alimentan de los catabolitos del coral (especialmente fósforo y nitrógeno). Esto les proporciona entre el 75 y el 95 % de sus necesidades alimenticias. El resto lo obtienen atrapando plancton microscópico y materia orgánica disuelta en el agua.

## Reproducción
En general alcanzan la madurez sexual entre los 3 y 5 años, con un diámetro de sus "ramas" entre 4 y 7 cm.
Se reproducen asexualmente mediante gemación, y sexualmente, lanzando al exterior sus células sexuales. En este tipo de reproducción, la mayoría de los corales liberan óvulos y espermatozoides al agua, siendo por tanto la fecundación externa. No obstante, algunas especies mantienen el óvulo en su interior (cavidad gastrovascular) y es allí donde son fecundados. Los huevos una vez en el exterior, permanecen a la deriva arrastrados por las corrientes varios días, más tarde se forma una larva plánula que, tras deambular por la columna de agua marina, y en un porcentaje de supervivencia que oscila entre el 18 y el 25 %, según estudios de biología marina, cae al fondo, se adhiere a él, y se metamorfosea a forma pólipo. A continuación comienza su vida sésil, secretando un esqueleto, o coralito, para, posteriormente, formar la colonia mediante la división de los pólipos por gemación.